# Llista d'asteroides (414001-415000)
Llista d'asteroides del 414.001 al 415.000, amb data de descoberta i descobridor. És un fragment de la llista d'asteroides completa. Als asteroides se'ls dona un número quan es confirma la seva òrbita, per tant apareixen llistats aproximadament segons la data de descobriment.

## 414001-414100
| Nom             | Designació provisional | Data de descobriment   | Lloc de descobriment | Descobridor/s          |
| --------------- | ---------------------- | ---------------------- | -------------------- | ---------------------- |
| 414001          | 2007 FQ23              | 20 de març de 2007     | Kitt Peak            | Spacewatch             |
| 414002          | 2007 FP48              | 26 de març de 2007     | Kitt Peak            | Spacewatch             |
| 414003          | 2007 FC49              | 26 de març de 2007     | Kitt Peak            | Spacewatch             |
| 414004          | 2007 GP17              | 11 d'abril de 2007     | Kitt Peak            | Spacewatch             |
| 414005          | 2007 GR27              | 15 de març de 2007     | Kitt Peak            | Spacewatch             |
| 414006          | 2007 GO32              | 8 d'abril de 2007      | Kitt Peak            | Spacewatch             |
| 414007          | 2007 GJ46              | 14 d'abril de 2007     | Kitt Peak            | Spacewatch             |
| 414008          | 2007 GN49              | 15 d'abril de 2007     | Socorro              | LINEAR                 |
| 414009          | 2007 GR57              | 15 d'abril de 2007     | Kitt Peak            | Spacewatch             |
| 414010          | 2007 GJ71              | 14 d'abril de 2007     | Kitt Peak            | Spacewatch             |
| 414011          | 2007 GO73              | 15 d'abril de 2007     | Catalina             | CSS                    |
| 414012          | 2007 GT74              | 14 d'abril de 2007     | Mount Lemmon         | Mt. Lemmon Survey      |
| 414013          | 2007 HZ33              | 19 d'abril de 2007     | Kitt Peak            | Spacewatch             |
| 414014          | 2007 HB36              | 19 d'abril de 2007     | Kitt Peak            | Spacewatch             |
| 414015          | 2007 HN41              | 20 d'abril de 2007     | Kitt Peak            | Spacewatch             |
| 414016          | 2007 HZ44              | 13 de març de 2007     | Mount Lemmon         | Mt. Lemmon Survey      |
| 414017          | 2007 HG64              | 22 d'abril de 2007     | Mount Lemmon         | Mt. Lemmon Survey      |
| 414018          | 2007 HP67              | 23 d'abril de 2007     | Kitt Peak            | Spacewatch             |
| 414019          | 2007 HT72              | 22 d'abril de 2007     | Kitt Peak            | Spacewatch             |
| 414020          | 2007 HA93              | 19 d'abril de 2007     | Mount Lemmon         | Mt. Lemmon Survey      |
| 414021          | 2007 HH97              | 22 d'abril de 2007     | Mount Lemmon         | Mt. Lemmon Survey      |
| 414022          | 2007 JW44              | 11 de maig de 2007     | Mount Lemmon         | Mt. Lemmon Survey      |
| 414023          | 2007 LA4               | 11 de maig de 2007     | Mount Lemmon         | Mt. Lemmon Survey      |
| 414024          | 2007 LB11              | 9 de juny de 2007      | Kitt Peak            | Spacewatch             |
| 414025          | 2007 LO15              | 7 de maig de 2007      | Mount Lemmon         | Mt. Lemmon Survey      |
| 414026 Bochonko | 2007 LX29              | 11 de juny de 2007     | Mauna Kea            | D. D. Balam            |
| 414027          | 2007 MF13              | 22 de juny de 2007     | Kitt Peak            | Spacewatch             |
| 414028          | 2007 MD27              | 17 de juny de 2007     | Kitt Peak            | Spacewatch             |
| 414029          | 2007 OK1               | 16 de juliol de 2007   | La Sagra             | OAM                    |
| 414030          | 2007 PC5               | 5 d'agost de 2007      | Socorro              | LINEAR                 |
| 414031          | 2007 PM28              | 13 d'agost de 2007     | Socorro              | LINEAR                 |
| 414032          | 2007 PJ34              | 8 d'agost de 2007      | Socorro              | LINEAR                 |
| 414033          | 2007 QT5               | 18 d'agost de 2007     | Purple Mountain      | PMO NEO Survey Program |
| 414034          | 2007 RE28              | 4 de setembre de 2007  | Catalina             | CSS                    |
| 414035          | 2007 RX36              | 10 d'agost de 2007     | Kitt Peak            | Spacewatch             |
| 414036          | 2007 RH56              | 9 de setembre de 2007  | Kitt Peak            | Spacewatch             |
| 414037          | 2007 RK64              | 10 de setembre de 2007 | Mount Lemmon         | Mt. Lemmon Survey      |
| 414038          | 2007 RX86              | 10 de setembre de 2007 | Mount Lemmon         | Mt. Lemmon Survey      |
| 414039          | 2007 RL104             | 3 de setembre de 2007  | Catalina             | CSS                    |
| 414040          | 2007 RA105             | 11 de setembre de 2007 | Mount Lemmon         | Mt. Lemmon Survey      |
| 414041          | 2007 RY118             | 11 de setembre de 2007 | Kitt Peak            | Spacewatch             |
| 414042          | 2007 RX133             | 11 de setembre de 2007 | Mount Lemmon         | Mt. Lemmon Survey      |
| 414043          | 2007 RB146             | 21 d'agost de 2007     | Anderson Mesa        | LONEOS                 |
| 414044          | 2007 RK159             | 12 de setembre de 2007 | Mount Lemmon         | Mt. Lemmon Survey      |
| 414045          | 2007 RY161             | 13 de setembre de 2007 | Mount Lemmon         | Mt. Lemmon Survey      |
| 414046          | 2007 RY163             | 9 d'octubre de 2004    | Kitt Peak            | Spacewatch             |
| 414047          | 2007 RW197             | 15 d'octubre de 2004   | Mount Lemmon         | Mt. Lemmon Survey      |
| 414048          | 2007 RD209             | 16 de gener de 2005    | Kitt Peak            | Spacewatch             |
| 414049          | 2007 RQ210             | 11 de setembre de 2007 | Kitt Peak            | Spacewatch             |
| 414050          | 2007 RC211             | 11 de setembre de 2007 | Kitt Peak            | Spacewatch             |
| 414051          | 2007 RC213             | 12 de setembre de 2007 | Anderson Mesa        | LONEOS                 |
| 414052          | 2007 RV228             | 11 de setembre de 2007 | Kitt Peak            | Spacewatch             |
| 414053          | 2007 RL250             | 9 de setembre de 2007  | Kitt Peak            | Spacewatch             |
| 414054          | 2007 RZ264             | 15 de setembre de 2007 | Mount Lemmon         | Mt. Lemmon Survey      |
| 414055          | 2007 RL270             | 15 de setembre de 2007 | Mount Lemmon         | Mt. Lemmon Survey      |
| 414056          | 2007 RW270             | 15 de setembre de 2007 | Kitt Peak            | Spacewatch             |
| 414057          | 2007 RK284             | 11 de setembre de 2007 | Kitt Peak            | Spacewatch             |
| 414058          | 2007 RY285             | 15 de setembre de 2007 | Mount Lemmon         | Mt. Lemmon Survey      |
| 414059          | 2007 RM295             | 14 de setembre de 2007 | Mount Lemmon         | Mt. Lemmon Survey      |
| 414060          | 2007 RC302             | 15 de setembre de 2007 | Kitt Peak            | Spacewatch             |
| 414061          | 2007 RF318             | 11 de setembre de 2007 | Catalina             | CSS                    |
| 414062          | 2007 SE17              | 30 de setembre de 2007 | Kitt Peak            | Spacewatch             |
| 414063          | 2007 SG17              | 12 de setembre de 2007 | Mount Lemmon         | Mt. Lemmon Survey      |
| 414064          | 2007 SM19              | 21 de setembre de 2007 | Purple Mountain      | PMO NEO Survey Program |
| 414065          | 2007 SO19              | 24 de setembre de 2007 | Kitt Peak            | Spacewatch             |
| 414066          | 2007 SZ20              | 21 de setembre de 2007 | XuYi                 | PMO NEO Survey Program |
| 414067          | 2007 SB22              | 21 de setembre de 2007 | XuYi                 | PMO NEO Survey Program |
| 414068          | 2007 TX20              | 10 d'octubre de 2007   | Cordell-Lorenz       | Cordell-Lorenz         |
| 414069          | 2007 TM30              | 8 de setembre de 2007  | Mount Lemmon         | Mt. Lemmon Survey      |
| 414070          | 2007 TS33              | 12 de setembre de 2007 | Mount Lemmon         | Mt. Lemmon Survey      |
| 414071          | 2007 TN54              | 8 de setembre de 2007  | Mount Lemmon         | Mt. Lemmon Survey      |
| 414072          | 2007 TD57              | 4 d'octubre de 2007    | Kitt Peak            | Spacewatch             |
| 414073          | 2007 TJ58              | 4 d'octubre de 2007    | Kitt Peak            | Spacewatch             |
| 414074          | 2007 TO64              | 7 d'octubre de 2007    | Mount Lemmon         | Mt. Lemmon Survey      |
| 414075          | 2007 TU69              | 11 de setembre de 2007 | Mount Lemmon         | Mt. Lemmon Survey      |
| 414076          | 2007 TV77              | 5 d'octubre de 2007    | Kitt Peak            | Spacewatch             |
| 414077          | 2007 TA93              | 23 de març de 2006     | Kitt Peak            | Spacewatch             |
| 414078          | 2007 TH103             | 8 d'octubre de 2007    | Mount Lemmon         | Mt. Lemmon Survey      |
| 414079          | 2007 TU107             | 4 d'octubre de 2007    | Catalina             | CSS                    |
| 414080          | 2007 TL116             | 24 d'agost de 2007     | Kitt Peak            | Spacewatch             |
| 414081          | 2007 TV122             | 6 d'octubre de 2007    | Kitt Peak            | Spacewatch             |
| 414082          | 2007 TN123             | 15 de setembre de 2007 | Mount Lemmon         | Mt. Lemmon Survey      |
| 414083          | 2007 TZ126             | 6 d'octubre de 2007    | Kitt Peak            | Spacewatch             |
| 414084          | 2007 TY153             | 9 d'octubre de 2007    | Socorro              | LINEAR                 |
| 414085          | 2007 TG156             | 9 d'octubre de 2007    | Socorro              | LINEAR                 |
| 414086          | 2007 TV165             | 4 d'octubre de 2007    | Kitt Peak            | Spacewatch             |
| 414087          | 2007 TY166             | 6 d'octubre de 2007    | Socorro              | LINEAR                 |
| 414088          | 2007 TQ177             | 9 de setembre de 2007  | Mount Lemmon         | Mt. Lemmon Survey      |
| 414089          | 2007 TL181             | 8 d'octubre de 2007    | Anderson Mesa        | LONEOS                 |
| 414090          | 2007 TS192             | 5 d'octubre de 2007    | Kitt Peak            | Spacewatch             |
| 414091          | 2007 TA199             | 16 de gener de 2005    | Kitt Peak            | Spacewatch             |
| 414092          | 2007 TG212             | 7 d'octubre de 2007    | Kitt Peak            | Spacewatch             |
| 414093          | 2007 TD213             | 7 d'octubre de 2007    | Kitt Peak            | Spacewatch             |
| 414094          | 2007 TD216             | 7 d'octubre de 2007    | Kitt Peak            | Spacewatch             |
| 414095          | 2007 TF222             | 25 de setembre de 2007 | Mount Lemmon         | Mt. Lemmon Survey      |
| 414096          | 2007 TD229             | 8 d'octubre de 2007    | Kitt Peak            | Spacewatch             |
| 414097          | 2007 TH231             | 8 d'octubre de 2007    | Mount Lemmon         | Mt. Lemmon Survey      |
| 414098          | 2007 TT242             | 8 d'octubre de 2007    | Catalina             | CSS                    |
| 414099          | 2007 TR243             | 8 d'octubre de 2007    | Catalina             | CSS                    |
| 414100          | 2007 TG268             | 14 de setembre de 2007 | Mount Lemmon         | Mt. Lemmon Survey      |

## 414101-414200
| Nom    | Designació provisional | Data de descobriment   | Lloc de descobriment | Descobridor/s     |
| ------ | ---------------------- | ---------------------- | -------------------- | ----------------- |
| 414101 | 2007 TF281             | 19 de setembre de 2007 | Kitt Peak            | Spacewatch        |
| 414102 | 2007 TJ298             | 15 de setembre de 2007 | Mount Lemmon         | Mt. Lemmon Survey |
| 414103 | 2007 TQ318             | 12 d'octubre de 2007   | Kitt Peak            | Spacewatch        |
| 414104 | 2007 TX320             | 14 d'octubre de 2007   | Mount Lemmon         | Mt. Lemmon Survey |
| 414105 | 2007 TT332             | 9 de febrer de 2005    | Mount Lemmon         | Mt. Lemmon Survey |
| 414106 | 2007 TK385             | 15 d'octubre de 2007   | Catalina             | CSS               |
| 414107 | 2007 TS386             | 24 de juliol de 2003   | Campo Imperatore     | CINEOS            |
| 414108 | 2007 TM401             | 15 d'octubre de 2007   | Catalina             | CSS               |
| 414109 | 2007 TZ448             | 9 d'octubre de 2007    | Mount Lemmon         | Mt. Lemmon Survey |
| 414110 | 2007 UM18              | 17 d'octubre de 2007   | Anderson Mesa        | LONEOS            |
| 414111 | 2007 UR21              | 10 de setembre de 2007 | Mount Lemmon         | Mt. Lemmon Survey |
| 414112 | 2007 UD23              | 8 d'octubre de 2007    | Mount Lemmon         | Mt. Lemmon Survey |
| 414113 | 2007 UQ29              | 25 de setembre de 2007 | Mount Lemmon         | Mt. Lemmon Survey |
| 414114 | 2007 UM33              | 16 d'octubre de 2007   | Mount Lemmon         | Mt. Lemmon Survey |
| 414115 | 2007 UW34              | 12 d'octubre de 2007   | Socorro              | LINEAR            |
| 414116 | 2007 UG35              | 19 d'octubre de 2007   | Catalina             | CSS               |
| 414117 | 2007 UE49              | 24 d'octubre de 2007   | Mount Lemmon         | Mt. Lemmon Survey |
| 414118 | 2007 UZ49              | 24 d'octubre de 2007   | Mount Lemmon         | Mt. Lemmon Survey |
| 414119 | 2007 UN63              | 30 d'octubre de 2007   | Mount Lemmon         | Mt. Lemmon Survey |
| 414120 | 2007 UC68              | 30 d'octubre de 2007   | Catalina             | CSS               |
| 414121 | 2007 UF68              | 16 de març de 2005     | Mount Lemmon         | Mt. Lemmon Survey |
| 414122 | 2007 UN68              | 8 d'octubre de 2007    | Mount Lemmon         | Mt. Lemmon Survey |
| 414123 | 2007 UQ87              | 30 d'octubre de 2007   | Kitt Peak            | Spacewatch        |
| 414124 | 2007 UQ131             | 16 d'octubre de 2007   | Kitt Peak            | Spacewatch        |
| 414125 | 2007 UP138             | 20 d'octubre de 2007   | Socorro              | LINEAR            |
| 414126 | 2007 UR139             | 24 d'octubre de 2007   | Mount Lemmon         | Mt. Lemmon Survey |
| 414127 | 2007 VR9               | 10 d'octubre de 2007   | Mount Lemmon         | Mt. Lemmon Survey |
| 414128 | 2007 VS43              | 1 de novembre de 2007  | Kitt Peak            | Spacewatch        |
| 414129 | 2007 VL50              | 9 d'octubre de 2007    | Kitt Peak            | Spacewatch        |
| 414130 | 2007 VJ51              | 1 de novembre de 2007  | Kitt Peak            | Spacewatch        |
| 414131 | 2007 VA57              | 20 d'octubre de 2007   | Mount Lemmon         | Mt. Lemmon Survey |
| 414132 | 2007 VJ62              | 1 de novembre de 2007  | Kitt Peak            | Spacewatch        |
| 414133 | 2007 VG65              | 1 de novembre de 2007  | Kitt Peak            | Spacewatch        |
| 414134 | 2007 VQ84              | 6 de novembre de 2007  | 7300                 | W. K. Y. Yeung    |
| 414135 | 2007 VU102             | 3 de novembre de 2007  | Kitt Peak            | Spacewatch        |
| 414136 | 2007 VB145             | 4 de novembre de 2007  | Kitt Peak            | Spacewatch        |
| 414137 | 2007 VC166             | 5 de novembre de 2007  | Kitt Peak            | Spacewatch        |
| 414138 | 2007 VB217             | 9 de novembre de 2007  | Kitt Peak            | Spacewatch        |
| 414139 | 2007 VY223             | 13 d'octubre de 2007   | Mount Lemmon         | Mt. Lemmon Survey |
| 414140 | 2007 VL239             | 13 de novembre de 2007 | Kitt Peak            | Spacewatch        |
| 414141 | 2007 VQ247             | 13 de novembre de 2007 | Mount Lemmon         | Mt. Lemmon Survey |
| 414142 | 2007 VG256             | 13 de novembre de 2007 | Mount Lemmon         | Mt. Lemmon Survey |
| 414143 | 2007 VR273             | 8 de març de 2005      | Mount Lemmon         | Mt. Lemmon Survey |
| 414144 | 2007 VC285             | 5 de novembre de 2007  | Kitt Peak            | Spacewatch        |
| 414145 | 2007 VB292             | 15 de setembre de 2007 | Mount Lemmon         | Mt. Lemmon Survey |
| 414146 | 2007 VU293             | 5 de novembre de 2007  | Kitt Peak            | Spacewatch        |
| 414147 | 2007 VH310             | 7 de novembre de 2007  | Mount Lemmon         | Mt. Lemmon Survey |
| 414148 | 2007 VE313             | 6 de novembre de 2007  | Kitt Peak            | Spacewatch        |
| 414149 | 2007 VJ335             | 8 de novembre de 2007  | Kitt Peak            | Spacewatch        |
| 414150 | 2007 WK5               | 11 de setembre de 2007 | Kitt Peak            | Spacewatch        |
| 414151 | 2007 WG11              | 14 d'octubre de 2007   | Kitt Peak            | Spacewatch        |
| 414152 | 2007 WM26              | 10 d'octubre de 2007   | Kitt Peak            | Spacewatch        |
| 414153 | 2007 WK28              | 11 d'octubre de 2007   | Kitt Peak            | Spacewatch        |
| 414154 | 2007 WC40              | 17 de novembre de 2007 | Mount Lemmon         | Mt. Lemmon Survey |
| 414155 | 2007 WO43              | 19 de novembre de 2007 | Kitt Peak            | Spacewatch        |
| 414156 | 2007 XW5               | 16 de novembre de 2007 | Mount Lemmon         | Mt. Lemmon Survey |
| 414157 | 2007 XU18              | 11 de desembre de 2007 | Skylive              | F. Tozzi          |
| 414158 | 2007 XC59              | 14 de desembre de 2007 | Mount Lemmon         | Mt. Lemmon Survey |
| 414159 | 2007 YC3               | 2 de novembre de 2007  | Kitt Peak            | Spacewatch        |
| 414160 | 2007 YJ12              | 17 de desembre de 2007 | Mount Lemmon         | Mt. Lemmon Survey |
| 414161 | 2007 YO45              | 30 de desembre de 2007 | Mount Lemmon         | Mt. Lemmon Survey |
| 414162 | 2007 YD70              | 31 de desembre de 2007 | Mount Lemmon         | Mt. Lemmon Survey |
| 414163 | 2008 AF13              | 10 de gener de 2008    | Mount Lemmon         | Mt. Lemmon Survey |
| 414164 | 2008 AW32              | 11 de gener de 2008    | Kitt Peak            | Spacewatch        |
| 414165 | 2008 AS61              | 11 de gener de 2008    | Kitt Peak            | Spacewatch        |
| 414166 | 2008 AU67              | 11 de gener de 2008    | Kitt Peak            | Spacewatch        |
| 414167 | 2008 AX82              | 21 de novembre de 2007 | Mount Lemmon         | Mt. Lemmon Survey |
| 414168 | 2008 AB89              | 11 de novembre de 2007 | Mount Lemmon         | Mt. Lemmon Survey |
| 414169 | 2008 AA91              | 13 de gener de 2008    | Kitt Peak            | Spacewatch        |
| 414170 | 2008 AS97              | 14 de gener de 2008    | Kitt Peak            | Spacewatch        |
| 414171 | 2008 AG99              | 14 de gener de 2008    | Kitt Peak            | Spacewatch        |
| 414172 | 2008 AR102             | 13 de gener de 2008    | Kitt Peak            | Spacewatch        |
| 414173 | 2008 AU128             | 1 de gener de 2008     | Kitt Peak            | Spacewatch        |
| 414174 | 2008 AK135             | 11 de gener de 2008    | Catalina             | CSS               |
| 414175 | 2008 BE14              | 19 de gener de 2008    | Kitt Peak            | Spacewatch        |
| 414176 | 2008 BK32              | 30 de gener de 2008    | Mount Lemmon         | Mt. Lemmon Survey |
| 414177 | 2008 BE38              | 31 de gener de 2008    | Mount Lemmon         | Mt. Lemmon Survey |
| 414178 | 2008 CW                | 31 de desembre de 2007 | Mount Lemmon         | Mt. Lemmon Survey |
| 414179 | 2008 CA4               | 2 de febrer de 2008    | Mount Lemmon         | Mt. Lemmon Survey |
| 414180 | 2008 CO6               | 1 de febrer de 2008    | Kitt Peak            | Spacewatch        |
| 414181 | 2008 CJ33              | 2 de febrer de 2008    | Kitt Peak            | Spacewatch        |
| 414182 | 2008 CF39              | 2 de febrer de 2008    | Mount Lemmon         | Mt. Lemmon Survey |
| 414183 | 2008 CS65              | 10 de gener de 2008    | Kitt Peak            | Spacewatch        |
| 414184 | 2008 CR81              | 29 de juny de 2005     | Kitt Peak            | Spacewatch        |
| 414185 | 2008 CE109             | 9 de febrer de 2008    | Kitt Peak            | Spacewatch        |
| 414186 | 2008 CN109             | 9 de febrer de 2008    | Kitt Peak            | Spacewatch        |
| 414187 | 2008 CL137             | 8 de febrer de 2008    | Kitt Peak            | Spacewatch        |
| 414188 | 2008 CZ141             | 8 de febrer de 2008    | Kitt Peak            | Spacewatch        |
| 414189 | 2008 CG159             | 9 de febrer de 2008    | Kitt Peak            | Spacewatch        |
| 414190 | 2008 CC171             | 12 de febrer de 2008   | Mount Lemmon         | Mt. Lemmon Survey |
| 414191 | 2008 CS174             | 13 de febrer de 2008   | Mount Lemmon         | Mt. Lemmon Survey |
| 414192 | 2008 CU192             | 7 de febrer de 2008    | Mount Lemmon         | Mt. Lemmon Survey |
| 414193 | 2008 CZ197             | 10 de febrer de 2008   | Mount Lemmon         | Mt. Lemmon Survey |
| 414194 | 2008 CB200             | 7 de febrer de 2008    | Mount Lemmon         | Mt. Lemmon Survey |
| 414195 | 2008 CC210             | 1 de febrer de 2008    | Kitt Peak            | Spacewatch        |
| 414196 | 2008 CK210             | 2 de febrer de 2008    | Kitt Peak            | Spacewatch        |
| 414197 | 2008 CD215             | 13 de febrer de 2008   | Kitt Peak            | Spacewatch        |
| 414198 | 2008 DE6               | 18 de desembre de 2007 | Mount Lemmon         | Mt. Lemmon Survey |
| 414199 | 2008 DT15              | 27 de febrer de 2008   | Anderson Mesa        | LONEOS            |
| 414200 | 2008 DW15              | 18 de febrer de 2008   | Mount Lemmon         | Mt. Lemmon Survey |

## 414201-414300
| Nom    | Designació provisional | Data de descobriment   | Lloc de descobriment | Descobridor/s        |
| ------ | ---------------------- | ---------------------- | -------------------- | -------------------- |
| 414201 | 2008 DU36              | 27 de febrer de 2008   | Mount Lemmon         | Mt. Lemmon Survey    |
| 414202 | 2008 DU43              | 28 de febrer de 2008   | Kitt Peak            | Spacewatch           |
| 414203 | 2008 DE66              | 18 de gener de 2008    | Mount Lemmon         | Mt. Lemmon Survey    |
| 414204 | 2008 DF66              | 28 de febrer de 2008   | Kitt Peak            | Spacewatch           |
| 414205 | 2008 DB67              | 29 de febrer de 2008   | Kitt Peak            | Spacewatch           |
| 414206 | 2008 DX77              | 9 de febrer de 2008    | Kitt Peak            | Spacewatch           |
| 414207 | 2008 DQ78              | 28 de febrer de 2008   | Mount Lemmon         | Mt. Lemmon Survey    |
| 414208 | 2008 ET6               | 2 de març de 2008      | Marly                | P. Kocher            |
| 414209 | 2008 EY15              | 1 de març de 2008      | Kitt Peak            | Spacewatch           |
| 414210 | 2008 EN16              | 1 de març de 2008      | Kitt Peak            | Spacewatch           |
| 414211 | 2008 EY19              | 13 de febrer de 2008   | Mount Lemmon         | Mt. Lemmon Survey    |
| 414212 | 2008 EU22              | 3 de març de 2008      | Catalina             | CSS                  |
| 414213 | 2008 EN42              | 4 de març de 2008      | Mount Lemmon         | Mt. Lemmon Survey    |
| 414214 | 2008 ES44              | 5 de març de 2008      | Kitt Peak            | Spacewatch           |
| 414215 | 2008 EF46              | 5 de març de 2008      | Kitt Peak            | Spacewatch           |
| 414216 | 2008 EE70              | 8 de febrer de 2008    | Catalina             | CSS                  |
| 414217 | 2008 EN74              | 7 de març de 2008      | Kitt Peak            | Spacewatch           |
| 414218 | 2008 EZ82              | 2 de febrer de 2008    | Mount Lemmon         | Mt. Lemmon Survey    |
| 414219 | 2008 EE126             | 10 de març de 2008     | Kitt Peak            | Spacewatch           |
| 414220 | 2008 EL152             | 10 de març de 2008     | Mount Lemmon         | Mt. Lemmon Survey    |
| 414221 | 2008 EP165             | 2 de març de 2008      | Mount Lemmon         | Mt. Lemmon Survey    |
| 414222 | 2008 FZ6               | 13 de març de 2008     | Catalina             | CSS                  |
| 414223 | 2008 FV7               | 10 de febrer de 2008   | Kitt Peak            | Spacewatch           |
| 414224 | 2008 FA18              | 27 de febrer de 2008   | Mount Lemmon         | Mt. Lemmon Survey    |
| 414225 | 2008 FS20              | 10 de març de 2008     | Mount Lemmon         | Mt. Lemmon Survey    |
| 414226 | 2008 FX28              | 28 de març de 2008     | Kitt Peak            | Spacewatch           |
| 414227 | 2008 FG41              | 28 de març de 2008     | Kitt Peak            | Spacewatch           |
| 414228 | 2008 FB51              | 9 de febrer de 2008    | Mount Lemmon         | Mt. Lemmon Survey    |
| 414229 | 2008 FV54              | 5 de març de 2008      | Kitt Peak            | Spacewatch           |
| 414230 | 2008 FM69              | 28 de març de 2008     | Mount Lemmon         | Mt. Lemmon Survey    |
| 414231 | 2008 FF70              | 28 de març de 2008     | Kitt Peak            | Spacewatch           |
| 414232 | 2008 FL70              | 28 de març de 2008     | Kitt Peak            | Spacewatch           |
| 414233 | 2008 FS72              | 30 de març de 2008     | Kitt Peak            | Spacewatch           |
| 414234 | 2008 FA74              | 31 de març de 2008     | Kitt Peak            | Spacewatch           |
| 414235 | 2008 FO76              | 27 de març de 2008     | Kitt Peak            | Spacewatch           |
| 414236 | 2008 FW79              | 10 de març de 2008     | Kitt Peak            | Spacewatch           |
| 414237 | 2008 FX105             | 31 de març de 2008     | Kitt Peak            | Spacewatch           |
| 414238 | 2008 FC106             | 31 de març de 2008     | Kitt Peak            | Spacewatch           |
| 414239 | 2008 FH112             | 30 de març de 2008     | Kitt Peak            | Spacewatch           |
| 414240 | 2008 FZ128             | 29 de març de 2008     | Kitt Peak            | Spacewatch           |
| 414241 | 2008 FY131             | 15 de novembre de 2006 | Mount Lemmon         | Mt. Lemmon Survey    |
| 414242 | 2008 FS135             | 31 de març de 2008     | Mount Lemmon         | Mt. Lemmon Survey    |
| 414243 | 2008 GW17              | 27 de març de 2008     | Kitt Peak            | Spacewatch           |
| 414244 | 2008 GO21              | 5 de març de 2008      | Catalina             | CSS                  |
| 414245 | 2008 GA24              | 10 de març de 2008     | Mount Lemmon         | Mt. Lemmon Survey    |
| 414246 | 2008 GN26              | 1 d'abril de 2008      | Kitt Peak            | Spacewatch           |
| 414247 | 2008 GS30              | 3 d'abril de 2008      | Mount Lemmon         | Mt. Lemmon Survey    |
| 414248 | 2008 GT31              | 26 de març de 2008     | Kitt Peak            | Spacewatch           |
| 414249 | 2008 GC32              | 3 d'abril de 2008      | Kitt Peak            | Spacewatch           |
| 414250 | 2008 GH36              | 3 d'abril de 2008      | Kitt Peak            | Spacewatch           |
| 414251 | 2008 GY36              | 3 d'abril de 2008      | Kitt Peak            | Spacewatch           |
| 414252 | 2008 GN37              | 3 d'abril de 2008      | Kitt Peak            | Spacewatch           |
| 414253 | 2008 GY41              | 29 de març de 2008     | Kitt Peak            | Spacewatch           |
| 414254 | 2008 GG75              | 3 d'abril de 2008      | Kitt Peak            | Spacewatch           |
| 414255 | 2008 GD77              | 7 d'abril de 2008      | Kitt Peak            | Spacewatch           |
| 414256 | 2008 GJ77              | 7 d'abril de 2008      | Kitt Peak            | Spacewatch           |
| 414257 | 2008 GZ77              | 7 d'abril de 2008      | Kitt Peak            | Spacewatch           |
| 414258 | 2008 GD78              | 3 d'abril de 2008      | Kitt Peak            | Spacewatch           |
| 414259 | 2008 GH87              | 10 d'abril de 2008     | Kitt Peak            | Spacewatch           |
| 414260 | 2008 GQ88              | 31 de març de 2008     | Kitt Peak            | Spacewatch           |
| 414261 | 2008 GV88              | 6 d'abril de 2008      | Kitt Peak            | Spacewatch           |
| 414262 | 2008 GN92              | 6 d'abril de 2008      | Mount Lemmon         | Mt. Lemmon Survey    |
| 414263 | 2008 GP105             | 31 de març de 2008     | Mount Lemmon         | Mt. Lemmon Survey    |
| 414264 | 2008 GN111             | 29 de març de 2008     | Kitt Peak            | Spacewatch           |
| 414265 | 2008 GC113             | 7 d'abril de 2008      | Catalina             | CSS                  |
| 414266 | 2008 GW121             | 13 d'abril de 2008     | Kitt Peak            | Spacewatch           |
| 414267 | 2008 GW123             | 2 de març de 2008      | Kitt Peak            | Spacewatch           |
| 414268 | 2008 HP                | 10 de març de 2008     | Kitt Peak            | Spacewatch           |
| 414269 | 2008 HW11              | 4 d'abril de 2008      | Kitt Peak            | Spacewatch           |
| 414270 | 2008 HG21              | 26 d'abril de 2008     | Kitt Peak            | Spacewatch           |
| 414271 | 2008 HR22              | 27 d'abril de 2008     | Kitt Peak            | Spacewatch           |
| 414272 | 2008 HZ32              | 29 de març de 2008     | Kitt Peak            | Spacewatch           |
| 414273 | 2008 JC4               | 1 de maig de 2008      | Catalina             | CSS                  |
| 414274 | 2008 JR8               | 5 de maig de 2008      | Bergisch Gladbac     | Bergisch Gladbach    |
| 414275 | 2008 JO21              | 5 de maig de 2008      | Kitt Peak            | Spacewatch           |
| 414276 | 2008 JF32              | 1 de maig de 2008      | Siding Spring        | Siding Spring Survey |
| 414277 | 2008 JU34              | 15 de maig de 2008     | Kitt Peak            | Spacewatch           |
| 414278 | 2008 JW35              | 3 de maig de 2008      | Kitt Peak            | Spacewatch           |
| 414279 | 2008 KB26              | 29 de maig de 2008     | Mount Lemmon         | Mt. Lemmon Survey    |
| 414280 | 2008 KD36              | 4 d'abril de 2008      | Kitt Peak            | Spacewatch           |
| 414281 | 2008 KA43              | 28 de maig de 2008     | Kitt Peak            | Spacewatch           |
| 414282 | 2008 MN3               | 28 de juny de 2008     | Siding Spring        | Siding Spring Survey |
| 414283 | 2008 MW4               | 30 de juny de 2008     | Vicques              | M. Ory               |
| 414284 | 2008 ML5               | 29 de juny de 2008     | Siding Spring        | Siding Spring Survey |
| 414285 | 2008 OY                | 26 de juliol de 2008   | La Sagra             | OAM                  |
| 414286 | 2008 OC6               | 29 de juliol de 2008   | Mount Lemmon         | Mt. Lemmon Survey    |
| 414287 | 2008 OB9               | 29 de juliol de 2008   | Mount Lemmon         | Mt. Lemmon Survey    |
| 414288 | 2008 OD16              | 28 de juliol de 2008   | La Sagra             | OAM                  |
| 414289 | 2008 PU7               | 5 d'agost de 2008      | La Sagra             | OAM                  |
| 414290 | 2008 PY14              | 10 d'agost de 2008     | La Sagra             | OAM                  |
| 414291 | 2008 PF22              | 10 d'agost de 2008     | Črni Vrh             | Crni Vrh             |
| 414292 | 2008 QF1               | 30 de juliol de 2008   | Kitt Peak            | Spacewatch           |
| 414293 | 2008 QE6               | 25 d'agost de 2008     | Dauban               | F. Kugel             |
| 414294 | 2008 QC12              | 25 d'agost de 2008     | La Sagra             | OAM                  |
| 414295 | 2008 QJ21              | 29 de juliol de 2008   | Mount Lemmon         | Mt. Lemmon Survey    |
| 414296 | 2008 QJ44              | 23 d'agost de 2008     | Siding Spring        | Siding Spring Survey |
| 414297 | 2008 QY45              | 26 d'agost de 2008     | Črni Vrh             | Crni Vrh             |
| 414298 | 2008 RT1               | 2 de setembre de 2008  | Kitt Peak            | Spacewatch           |
| 414299 | 2008 RV11              | 3 de setembre de 2008  | Kitt Peak            | Spacewatch           |
| 414300 | 2008 RQ13              | 24 d'agost de 2008     | Kitt Peak            | Spacewatch           |

## 414301-414400
| Nom    | Designació provisional | Data de descobriment   | Lloc de descobriment | Descobridor/s        |
| ------ | ---------------------- | ---------------------- | -------------------- | -------------------- |
| 414301 | 2008 RS18              | 24 d'agost de 2008     | Kitt Peak            | Spacewatch           |
| 414302 | 2008 RC26              | 7 de setembre de 2008  | Dauban               | F. Kugel             |
| 414303 | 2008 RX29              | 2 de setembre de 2008  | Kitt Peak            | Spacewatch           |
| 414304 | 2008 RA33              | 2 de setembre de 2008  | Kitt Peak            | Spacewatch           |
| 414305 | 2008 RC43              | 2 de setembre de 2008  | Kitt Peak            | Spacewatch           |
| 414306 | 2008 RR45              | 2 de setembre de 2008  | Kitt Peak            | Spacewatch           |
| 414307 | 2008 RQ53              | 3 de setembre de 2008  | Kitt Peak            | Spacewatch           |
| 414308 | 2008 RJ76              | 6 d'agost de 2008      | Siding Spring        | Siding Spring Survey |
| 414309 | 2008 RF79              | 8 de setembre de 2008  | Taunus               | E. Schwab, R. Kling  |
| 414310 | 2008 RM85              | 5 de setembre de 2008  | Kitt Peak            | Spacewatch           |
| 414311 | 2008 RV89              | 5 de setembre de 2008  | Kitt Peak            | Spacewatch           |
| 414312 | 2008 RU99              | 2 de setembre de 2008  | Kitt Peak            | Spacewatch           |
| 414313 | 2008 RQ109             | 2 de setembre de 2008  | Kitt Peak            | Spacewatch           |
| 414314 | 2008 RC114             | 6 de setembre de 2008  | Mount Lemmon         | Mt. Lemmon Survey    |
| 414315 | 2008 RP115             | 7 de setembre de 2008  | Mount Lemmon         | Mt. Lemmon Survey    |
| 414316 | 2008 RX117             | 9 de setembre de 2008  | Kitt Peak            | Spacewatch           |
| 414317 | 2008 RJ124             | 6 de setembre de 2008  | Mount Lemmon         | Mt. Lemmon Survey    |
| 414318 | 2008 RQ127             | 6 de setembre de 2008  | Kitt Peak            | Spacewatch           |
| 414319 | 2008 RF128             | 9 de juny de 2007      | Kitt Peak            | Spacewatch           |
| 414320 | 2008 RO140             | 9 de setembre de 2008  | Mount Lemmon         | Mt. Lemmon Survey    |
| 414321 | 2008 RA141             | 3 de setembre de 2008  | La Sagra             | OAM                  |
| 414322 | 2008 RP141             | 6 de setembre de 2008  | Mount Lemmon         | Mt. Lemmon Survey    |
| 414323 | 2008 RD146             | 5 de setembre de 2008  | Kitt Peak            | Spacewatch           |
| 414324 | 2008 SS8               | 21 d'agost de 2008     | Kitt Peak            | Spacewatch           |
| 414325 | 2008 SG25              | 3 de setembre de 2008  | Kitt Peak            | Spacewatch           |
| 414326 | 2008 SU28              | 19 de setembre de 2008 | Kitt Peak            | Spacewatch           |
| 414327 | 2008 SC64              | 21 de setembre de 2008 | Mount Lemmon         | Mt. Lemmon Survey    |
| 414328 | 2008 SH77              | 23 de setembre de 2008 | Mount Lemmon         | Mt. Lemmon Survey    |
| 414329 | 2008 SD90              | 21 de setembre de 2008 | Kitt Peak            | Spacewatch           |
| 414330 | 2008 SR97              | 21 de setembre de 2008 | Kitt Peak            | Spacewatch           |
| 414331 | 2008 SY113             | 22 de setembre de 2008 | Kitt Peak            | Spacewatch           |
| 414332 | 2008 SY133             | 29 d'octubre de 2003   | Kitt Peak            | Spacewatch           |
| 414333 | 2008 SN151             | 29 de setembre de 2008 | Dauban               | F. Kugel             |
| 414334 | 2008 SC170             | 5 de setembre de 2008  | Kitt Peak            | Spacewatch           |
| 414335 | 2008 SB192             | 25 de setembre de 2008 | Kitt Peak            | Spacewatch           |
| 414336 | 2008 SX214             | 6 de setembre de 2008  | Kitt Peak            | Spacewatch           |
| 414337 | 2008 SC218             | 29 de setembre de 2008 | La Sagra             | OAM                  |
| 414338 | 2008 SD219             | 20 de setembre de 2008 | Catalina             | CSS                  |
| 414339 | 2008 SK223             | 25 de setembre de 2008 | Mount Lemmon         | Mt. Lemmon Survey    |
| 414340 | 2008 SH245             | 29 de setembre de 2008 | Mount Lemmon         | Mt. Lemmon Survey    |
| 414341 | 2008 SQ252             | 20 de setembre de 2008 | Kitt Peak            | Spacewatch           |
| 414342 | 2008 SB253             | 21 de setembre de 2008 | Kitt Peak            | Spacewatch           |
| 414343 | 2008 SK278             | 20 de setembre de 2008 | Kitt Peak            | Spacewatch           |
| 414344 | 2008 SX282             | 28 de setembre de 2008 | Catalina             | CSS                  |
| 414345 | 2008 SW286             | 23 de setembre de 2008 | Catalina             | CSS                  |
| 414346 | 2008 SV287             | 23 de setembre de 2008 | Kitt Peak            | Spacewatch           |
| 414347 | 2008 SD303             | 24 de setembre de 2008 | Mount Lemmon         | Mt. Lemmon Survey    |
| 414348 | 2008 SK308             | 30 de setembre de 2008 | Catalina             | CSS                  |
| 414349 | 2008 TQ8               | 5 d'octubre de 2008    | La Sagra             | OAM                  |
| 414350 | 2008 TJ18              | 1 d'octubre de 2008    | Mount Lemmon         | Mt. Lemmon Survey    |
| 414351 | 2008 TD31              | 1 d'octubre de 2008    | Kitt Peak            | Spacewatch           |
| 414352 | 2008 TB32              | 24 de setembre de 2008 | Kitt Peak            | Spacewatch           |
| 414353 | 2008 TO44              | 1 d'octubre de 2008    | Mount Lemmon         | Mt. Lemmon Survey    |
| 414354 | 2008 TP50              | 7 de setembre de 2008  | Mount Lemmon         | Mt. Lemmon Survey    |
| 414355 | 2008 TO56              | 24 de setembre de 2008 | Kitt Peak            | Spacewatch           |
| 414356 | 2008 TB75              | 2 d'octubre de 2008    | Kitt Peak            | Spacewatch           |
| 414357 | 2008 TL79              | 2 d'octubre de 2008    | Mount Lemmon         | Mt. Lemmon Survey    |
| 414358 | 2008 TL95              | 6 d'octubre de 2008    | Kitt Peak            | Spacewatch           |
| 414359 | 2008 TW106             | 6 d'octubre de 2008    | Mount Lemmon         | Mt. Lemmon Survey    |
| 414360 | 2008 TH112             | 6 d'octubre de 2008    | Catalina             | CSS                  |
| 414361 | 2008 TE126             | 8 d'octubre de 2008    | Mount Lemmon         | Mt. Lemmon Survey    |
| 414362 | 2008 TF128             | 8 d'octubre de 2008    | Mount Lemmon         | Mt. Lemmon Survey    |
| 414363 | 2008 TU149             | 4 de setembre de 2008  | Kitt Peak            | Spacewatch           |
| 414364 | 2008 TZ149             | 3 de setembre de 2008  | Kitt Peak            | Spacewatch           |
| 414365 | 2008 TC191             | 9 de febrer de 1999    | Kitt Peak            | Spacewatch           |
| 414366 | 2008 UG9               | 24 de setembre de 2008 | Kitt Peak            | Spacewatch           |
| 414367 | 2008 UO15              | 18 d'octubre de 2008   | Kitt Peak            | Spacewatch           |
| 414368 | 2008 UN68              | 21 d'octubre de 2008   | Mount Lemmon         | Mt. Lemmon Survey    |
| 414369 | 2008 UM92              | 29 de setembre de 2008 | Catalina             | CSS                  |
| 414370 | 2008 UU113             | 9 d'octubre de 2008    | Kitt Peak            | Spacewatch           |
| 414371 | 2008 UD134             | 2 d'octubre de 2008    | Mount Lemmon         | Mt. Lemmon Survey    |
| 414372 | 2008 UP204             | 19 d'octubre de 2008   | Marly                | P. Kocher            |
| 414373 | 2008 UB236             | 9 d'octubre de 2008    | Kitt Peak            | Spacewatch           |
| 414374 | 2008 UO249             | 27 d'octubre de 2008   | Mount Lemmon         | Mt. Lemmon Survey    |
| 414375 | 2008 UQ251             | 27 d'octubre de 2008   | Kitt Peak            | Spacewatch           |
| 414376 | 2008 UB253             | 27 d'octubre de 2008   | Mount Lemmon         | Mt. Lemmon Survey    |
| 414377 | 2008 UW290             | 22 d'octubre de 2008   | Kitt Peak            | Spacewatch           |
| 414378 | 2008 UV309             | 8 d'octubre de 2008    | Mount Lemmon         | Mt. Lemmon Survey    |
| 414379 | 2008 UR338             | 21 d'octubre de 2008   | Kitt Peak            | Spacewatch           |
| 414380 | 2008 UH346             | 24 d'octubre de 2008   | Mount Lemmon         | Mt. Lemmon Survey    |
| 414381 | 2008 US361             | 9 d'octubre de 2008    | Mount Lemmon         | Mt. Lemmon Survey    |
| 414382 | 2008 UU363             | 27 de setembre de 2008 | Catalina             | CSS                  |
| 414383 | 2008 UW368             | 26 d'octubre de 2008   | Mount Lemmon         | Mt. Lemmon Survey    |
| 414384 | 2008 VA73              | 1 de novembre de 2008  | Mount Lemmon         | Mt. Lemmon Survey    |
| 414385 | 2008 WT9               | 22 de setembre de 2008 | Mount Lemmon         | Mt. Lemmon Survey    |
| 414386 | 2008 WT14              | 10 d'octubre de 2008   | Mount Lemmon         | Mt. Lemmon Survey    |
| 414387 | 2008 WO91              | 31 d'octubre de 2008   | Mount Lemmon         | Mt. Lemmon Survey    |
| 414388 | 2008 WF130             | 21 de novembre de 2008 | Kitt Peak            | Spacewatch           |
| 414389 | 2008 XD51              | 2 de desembre de 2008  | Socorro              | LINEAR               |
| 414390 | 2008 YM48              | 29 de desembre de 2008 | Mount Lemmon         | Mt. Lemmon Survey    |
| 414391 | 2008 YM54              | 29 de desembre de 2008 | Mount Lemmon         | Mt. Lemmon Survey    |
| 414392 | 2008 YK116             | 23 de gener de 2006    | Kitt Peak            | Spacewatch           |
| 414393 | 2008 YK149             | 21 de desembre de 2008 | Kitt Peak            | Spacewatch           |
| 414394 | 2009 AE27              | 21 de desembre de 2008 | Mount Lemmon         | Mt. Lemmon Survey    |
| 414395 | 2009 AW33              | 15 de gener de 2009    | Kitt Peak            | Spacewatch           |
| 414396 | 2009 AU44              | 15 de gener de 2009    | Kitt Peak            | Spacewatch           |
| 414397 | 2009 AM50              | 3 de gener de 2009     | Mount Lemmon         | Mt. Lemmon Survey    |
| 414398 | 2009 BV8               | 7 de gener de 2009     | Kitt Peak            | Spacewatch           |
| 414399 | 2009 BF29              | 8 de novembre de 2008  | Mount Lemmon         | Mt. Lemmon Survey    |
| 414400 | 2009 BY31              | 16 de gener de 2009    | Kitt Peak            | Spacewatch           |

## 414401-414500
| Nom    | Designació provisional | Data de descobriment   | Lloc de descobriment | Descobridor/s          |
| ------ | ---------------------- | ---------------------- | -------------------- | ---------------------- |
| 414401 | 2009 BY38              | 30 d'abril de 2006     | Catalina             | CSS                    |
| 414402 | 2009 BV39              | 7 de maig de 2006      | Mount Lemmon         | Mt. Lemmon Survey      |
| 414403 | 2009 BY46              | 16 de gener de 2009    | Kitt Peak            | Spacewatch             |
| 414404 | 2009 BK47              | 16 de gener de 2009    | Kitt Peak            | Spacewatch             |
| 414405 | 2009 BC69              | 25 de gener de 2009    | Kitt Peak            | Spacewatch             |
| 414406 | 2009 BL74              | 18 de gener de 2009    | Kitt Peak            | Spacewatch             |
| 414407 | 2009 BE87              | 25 de gener de 2009    | Kitt Peak            | Spacewatch             |
| 414408 | 2009 BJ107             | 29 de gener de 2009    | Kitt Peak            | Spacewatch             |
| 414409 | 2009 BW110             | 31 de gener de 2009    | Mount Lemmon         | Mt. Lemmon Survey      |
| 414410 | 2009 BJ111             | 27 de gener de 2009    | Purple Mountain      | PMO NEO Survey Program |
| 414411 | 2009 BP112             | 31 de gener de 2009    | Mount Lemmon         | Mt. Lemmon Survey      |
| 414412 | 2009 BW148             | 31 de gener de 2009    | Kitt Peak            | Spacewatch             |
| 414413 | 2009 BT150             | 27 de gener de 2009    | Purple Mountain      | PMO NEO Survey Program |
| 414414 | 2009 BN151             | 29 de gener de 2009    | Mount Lemmon         | Mt. Lemmon Survey      |
| 414415 | 2009 BN169             | 20 de gener de 2009    | Mount Lemmon         | Mt. Lemmon Survey      |
| 414416 | 2009 CF11              | 1 de febrer de 2009    | Mount Lemmon         | Mt. Lemmon Survey      |
| 414417 | 2009 CD26              | 1 de febrer de 2009    | Kitt Peak            | Spacewatch             |
| 414418 | 2009 CA32              | 1 de febrer de 2009    | Kitt Peak            | Spacewatch             |
| 414419 | 2009 CR34              | 2 de febrer de 2009    | Mount Lemmon         | Mt. Lemmon Survey      |
| 414420 | 2009 CS54              | 17 de gener de 2009    | Kitt Peak            | Spacewatch             |
| 414421 | 2009 CA65              | 4 de febrer de 2009    | Mount Lemmon         | Mt. Lemmon Survey      |
| 414422 | 2009 DV1               | 16 de febrer de 2009   | Dauban               | F. Kugel               |
| 414423 | 2009 DS7               | 19 de febrer de 2009   | Catalina             | CSS                    |
| 414424 | 2009 DW7               | 19 de febrer de 2009   | Mount Lemmon         | Mt. Lemmon Survey      |
| 414425 | 2009 DT18              | 19 de febrer de 2009   | Mount Lemmon         | Mt. Lemmon Survey      |
| 414426 | 2009 DF19              | 20 de febrer de 2009   | Kitt Peak            | Spacewatch             |
| 414427 | 2009 DU29              | 23 de febrer de 2009   | Calar Alto           | F. Hormuth             |
| 414428 | 2009 DE36              | 21 de febrer de 2009   | Kitt Peak            | Spacewatch             |
| 414429 | 2009 DC43              | 26 de febrer de 2009   | Catalina             | CSS                    |
| 414430 | 2009 DD58              | 22 de febrer de 2009   | Kitt Peak            | Spacewatch             |
| 414431 | 2009 DP71              | 19 de febrer de 2009   | La Sagra             | OAM                    |
| 414432 | 2009 DM74              | 26 de febrer de 2009   | Catalina             | CSS                    |
| 414433 | 2009 DM77              | 22 de febrer de 2009   | Mount Lemmon         | Mt. Lemmon Survey      |
| 414434 | 2009 DA80              | 8 d'octubre de 2007    | Mount Lemmon         | Mt. Lemmon Survey      |
| 414435 | 2009 DH112             | 26 de febrer de 2009   | Catalina             | CSS                    |
| 414436 | 2009 DN117             | 27 de febrer de 2009   | Kitt Peak            | Spacewatch             |
| 414437 | 2009 DO119             | 27 de febrer de 2009   | Kitt Peak            | Spacewatch             |
| 414438 | 2009 DQ120             | 10 de març de 2005     | Mount Lemmon         | Mt. Lemmon Survey      |
| 414439 | 2009 DQ122             | 19 de febrer de 2009   | Kitt Peak            | Spacewatch             |
| 414440 | 2009 DB132             | 20 de febrer de 2009   | Mount Lemmon         | Mt. Lemmon Survey      |
| 414441 | 2009 DG138             | 20 de febrer de 2009   | Kitt Peak            | Spacewatch             |
| 414442 | 2009 EK20              | 15 de març de 2009     | La Sagra             | OAM                    |
| 414443 | 2009 EB29              | 15 de març de 2009     | Kitt Peak            | Spacewatch             |
| 414444 | 2009 FC2               | 17 de març de 2009     | Taunus               | E. Schwab, R. Kling    |
| 414445 | 2009 FR23              | 21 de març de 2009     | Mount Lemmon         | Mt. Lemmon Survey      |
| 414446 | 2009 FJ29              | 22 de març de 2009     | Catalina             | CSS                    |
| 414447 | 2009 FM50              | 10 d'octubre de 2007   | Mount Lemmon         | Mt. Lemmon Survey      |
| 414448 | 2009 FG60              | 17 de març de 2009     | Kitt Peak            | Spacewatch             |
| 414449 | 2009 FD61              | 20 d'octubre de 2007   | Kitt Peak            | Spacewatch             |
| 414450 | 2009 FJ73              | 23 de març de 2009     | Calar Alto           | F. Hormuth             |
| 414451 | 2009 FN76              | 29 de març de 2009     | Kitt Peak            | Spacewatch             |
| 414452 | 2009 GS                | 3 d'abril de 2009      | Mayhill              | A. Lowe                |
| 414453 | 2009 HB4               | 17 d'abril de 2009     | Kitt Peak            | Spacewatch             |
| 414454 | 2009 HX12              | 17 d'abril de 2009     | Kitt Peak            | Spacewatch             |
| 414455 | 2009 HO17              | 18 d'abril de 2009     | Kitt Peak            | Spacewatch             |
| 414456 | 2009 HR17              | 14 d'octubre de 2007   | Mount Lemmon         | Mt. Lemmon Survey      |
| 414457 | 2009 HV18              | 19 d'abril de 2009     | Kitt Peak            | Spacewatch             |
| 414458 | 2009 HH26              | 18 d'abril de 2009     | Kitt Peak            | Spacewatch             |
| 414459 | 2009 HP34              | 20 d'abril de 2009     | Mount Lemmon         | Mt. Lemmon Survey      |
| 414460 | 2009 HL37              | 17 d'abril de 2009     | Catalina             | CSS                    |
| 414461 | 2009 HC45              | 21 d'abril de 2009     | La Sagra             | OAM                    |
| 414462 | 2009 HB46              | 22 d'abril de 2009     | La Sagra             | OAM                    |
| 414463 | 2009 HL50              | 21 d'abril de 2009     | Kitt Peak            | Spacewatch             |
| 414464 | 2009 HA67              | 26 d'abril de 2009     | Kitt Peak            | Spacewatch             |
| 414465 | 2009 HK95              | 29 d'abril de 2009     | Siding Spring        | Siding Spring Survey   |
| 414466 | 2009 KQ7               | 21 de maig de 2009     | Cerro Burek          | Cerro Burek            |
| 414467 | 2009 KD14              | 26 de maig de 2009     | Kitt Peak            | Spacewatch             |
| 414468 | 2009 KM14              | 5 de gener de 2006     | Mount Lemmon         | Mt. Lemmon Survey      |
| 414469 | 2009 KK23              | 27 de maig de 2009     | Kitt Peak            | Spacewatch             |
| 414470 | 2009 MQ8               | 25 d'octubre de 2005   | Socorro              | LINEAR                 |
| 414471 | 2009 OP2               | 19 de juliol de 2009   | La Sagra             | OAM                    |
| 414472 | 2009 OH3               | 22 de juny de 2009     | Mount Lemmon         | Mt. Lemmon Survey      |
| 414473 | 2009 OQ4               | 20 de juliol de 2009   | La Sagra             | OAM                    |
| 414474 | 2009 OJ11              | 27 de juliol de 2009   | Kitt Peak            | Spacewatch             |
| 414475 | 2009 OJ24              | 31 de juliol de 2009   | Catalina             | CSS                    |
| 414476 | 2009 OQ24              | 28 de juliol de 2009   | Kitt Peak            | Spacewatch             |
| 414477 | 2009 PH2               | 12 d'agost de 2009     | La Sagra             | OAM                    |
| 414478 | 2009 PG6               | 18 de juliol de 2009   | Siding Spring        | Siding Spring Survey   |
| 414479 | 2009 PK9               | 15 d'agost de 2009     | Kitt Peak            | Spacewatch             |
| 414480 | 2009 PY18              | 15 d'agost de 2009     | Kitt Peak            | Spacewatch             |
| 414481 | 2009 PP21              | 5 d'abril de 2008      | Kitt Peak            | Spacewatch             |
| 414482 | 2009 QC3               | 16 d'agost de 2009     | Kitt Peak            | Spacewatch             |
| 414483 | 2009 QD15              | 16 d'agost de 2009     | Kitt Peak            | Spacewatch             |
| 414484 | 2009 QF32              | 6 de novembre de 2005  | Kitt Peak            | Spacewatch             |
| 414485 | 2009 QR35              | 24 d'octubre de 2005   | Kitt Peak            | Spacewatch             |
| 414486 | 2009 QE53              | 18 d'agost de 2009     | Catalina             | CSS                    |
| 414487 | 2009 QV54              | 28 d'agost de 2009     | Kitt Peak            | Spacewatch             |
| 414488 | 2009 QS57              | 17 d'agost de 2009     | Kitt Peak            | Spacewatch             |
| 414489 | 2009 QT58              | 7 de febrer de 2002    | Kitt Peak            | Spacewatch             |
| 414490 | 2009 QG60              | 16 d'agost de 2009     | Catalina             | CSS                    |
| 414491 | 2009 RP4               | 13 de setembre de 2009 | Bisei SG Center      | BATTeRS                |
| 414492 | 2009 RK7               | 10 de setembre de 2009 | La Sagra             | OAM                    |
| 414493 | 2009 RG8               | 12 de setembre de 2009 | Kitt Peak            | Spacewatch             |
| 414494 | 2009 RW10              | 12 de setembre de 2009 | Kitt Peak            | Spacewatch             |
| 414495 | 2009 RT12              | 12 de setembre de 2009 | Kitt Peak            | Spacewatch             |
| 414496 | 2009 RE15              | 26 de març de 2007     | Kitt Peak            | Spacewatch             |
| 414497 | 2009 RW21              | 1 d'agost de 2009      | Kitt Peak            | Spacewatch             |
| 414498 | 2009 RC47              | 15 de setembre de 2009 | Kitt Peak            | Spacewatch             |
| 414499 | 2009 RX48              | 15 de setembre de 2009 | Kitt Peak            | Spacewatch             |
| 414500 | 2009 RZ70              | 15 de setembre de 2009 | Catalina             | CSS                    |

## 414501-414600
| Nom    | Designació provisional | Data de descobriment   | Lloc de descobriment | Descobridor/s          |
| ------ | ---------------------- | ---------------------- | -------------------- | ---------------------- |
| 414501 | 2009 RK76              | 17 d'agost de 2009     | Catalina             | CSS                    |
| 414502 | 2009 SE1               | 2 d'abril de 2009      | Mount Lemmon         | Mt. Lemmon Survey      |
| 414503 | 2009 SX8               | 16 de setembre de 2009 | Mount Lemmon         | Mt. Lemmon Survey      |
| 414504 | 2009 SZ11              | 20 d'agost de 2009     | Kitt Peak            | Spacewatch             |
| 414505 | 2009 SL12              | 17 de febrer de 2007   | Mount Lemmon         | Mt. Lemmon Survey      |
| 414506 | 2009 SP14              | 18 de setembre de 2009 | Bisei SG Center      | BATTeRS                |
| 414507 | 2009 SF16              | 20 de setembre de 2009 | Mayhill              | A. Lowe                |
| 414508 | 2009 SF17              | 10 de març de 2007     | Mount Lemmon         | Mt. Lemmon Survey      |
| 414509 | 2009 SZ20              | 24 de setembre de 2009 | Catalina             | CSS                    |
| 414510 | 2009 SE27              | 16 de setembre de 2009 | Kitt Peak            | Spacewatch             |
| 414511 | 2009 SK29              | 16 de setembre de 2009 | Kitt Peak            | Spacewatch             |
| 414512 | 2009 SH30              | 16 de setembre de 2009 | Kitt Peak            | Spacewatch             |
| 414513 | 2009 SJ30              | 16 de setembre de 2009 | Kitt Peak            | Spacewatch             |
| 414514 | 2009 SU37              | 16 de setembre de 2009 | Kitt Peak            | Spacewatch             |
| 414515 | 2009 SB40              | 16 de setembre de 2009 | Kitt Peak            | Spacewatch             |
| 414516 | 2009 SC40              | 16 de setembre de 2009 | Kitt Peak            | Spacewatch             |
| 414517 | 2009 SY40              | 16 de setembre de 2009 | Mount Lemmon         | Mt. Lemmon Survey      |
| 414518 | 2009 SU43              | 16 de setembre de 2009 | Kitt Peak            | Spacewatch             |
| 414519 | 2009 SU50              | 17 de setembre de 2009 | Kitt Peak            | Spacewatch             |
| 414520 | 2009 SL53              | 17 de setembre de 2009 | Catalina             | CSS                    |
| 414521 | 2009 SU53              | 17 de setembre de 2009 | Kitt Peak            | Spacewatch             |
| 414522 | 2009 SF54              | 17 de setembre de 2009 | Kitt Peak            | Spacewatch             |
| 414523 | 2009 SR67              | 17 de setembre de 2009 | Kitt Peak            | Spacewatch             |
| 414524 | 2009 SE71              | 17 de setembre de 2009 | Mount Lemmon         | Mt. Lemmon Survey      |
| 414525 | 2009 SM75              | 17 de setembre de 2009 | Kitt Peak            | Spacewatch             |
| 414526 | 2009 SO78              | 25 d'octubre de 2005   | Mount Lemmon         | Mt. Lemmon Survey      |
| 414527 | 2009 SB82              | 20 d'agost de 2009     | Kitt Peak            | Spacewatch             |
| 414528 | 2009 SV86              | 18 de setembre de 2009 | Mount Lemmon         | Mt. Lemmon Survey      |
| 414529 | 2009 SX96              | 19 de setembre de 2009 | XuYi                 | PMO NEO Survey Program |
| 414530 | 2009 SV98              | 22 de setembre de 2009 | Dauban               | F. Kugel               |
| 414531 | 2009 SL99              | 20 de setembre de 2009 | Kitt Peak            | Spacewatch             |
| 414532 | 2009 SM103             | 25 de setembre de 2009 | Socorro              | LINEAR                 |
| 414533 | 2009 SS114             | 18 de setembre de 2009 | Kitt Peak            | Spacewatch             |
| 414534 | 2009 SZ121             | 18 de setembre de 2009 | Kitt Peak            | Spacewatch             |
| 414535 | 2009 SH131             | 18 de setembre de 2009 | Kitt Peak            | Spacewatch             |
| 414536 | 2009 SK132             | 18 de setembre de 2009 | Kitt Peak            | Spacewatch             |
| 414537 | 2009 SZ135             | 18 de setembre de 2009 | Kitt Peak            | Spacewatch             |
| 414538 | 2009 SY144             | 25 d'octubre de 2005   | Mount Lemmon         | Mt. Lemmon Survey      |
| 414539 | 2009 SJ151             | 3 d'octubre de 1999    | Kitt Peak            | Spacewatch             |
| 414540 | 2009 SZ153             | 20 de setembre de 2009 | Kitt Peak            | Spacewatch             |
| 414541 | 2009 SX154             | 10 d'abril de 2003     | Kitt Peak            | Spacewatch             |
| 414542 | 2009 SN156             | 12 de setembre de 2009 | Kitt Peak            | Spacewatch             |
| 414543 | 2009 SO158             | 20 de setembre de 2009 | Kitt Peak            | Spacewatch             |
| 414544 | 2009 SW166             | 22 de setembre de 2009 | Kitt Peak            | Spacewatch             |
| 414545 | 2009 SN168             | 26 de febrer de 2007   | Mount Lemmon         | Mt. Lemmon Survey      |
| 414546 | 2009 SR169             | 28 d'agost de 2009     | Kitt Peak            | Spacewatch             |
| 414547 | 2009 SZ184             | 21 de setembre de 2009 | Kitt Peak            | Spacewatch             |
| 414548 | 2009 SU188             | 3 de desembre de 2005  | Kitt Peak            | Spacewatch             |
| 414549 | 2009 SA191             | 4 de desembre de 2005  | Kitt Peak            | Spacewatch             |
| 414550 | 2009 SL215             | 24 de setembre de 2009 | Kitt Peak            | Spacewatch             |
| 414551 | 2009 ST217             | 24 de setembre de 2009 | Mount Lemmon         | Mt. Lemmon Survey      |
| 414552 | 2009 SD239             | 17 de setembre de 2009 | Catalina             | CSS                    |
| 414553 | 2009 SP241             | 18 de setembre de 2009 | Catalina             | CSS                    |
| 414554 | 2009 SK259             | 16 d'agost de 2009     | Kitt Peak            | Spacewatch             |
| 414555 | 2009 SX262             | 18 de setembre de 1995 | Kitt Peak            | Spacewatch             |
| 414556 | 2009 SC265             | 23 de setembre de 2009 | Mount Lemmon         | Mt. Lemmon Survey      |
| 414557 | 2009 SJ274             | 25 de setembre de 2009 | Kitt Peak            | Spacewatch             |
| 414558 | 2009 SU274             | 25 de setembre de 2009 | Kitt Peak            | Spacewatch             |
| 414559 | 2009 SQ281             | 17 de setembre de 2009 | Kitt Peak            | Spacewatch             |
| 414560 | 2009 SD296             | 27 de setembre de 2009 | Mount Lemmon         | Mt. Lemmon Survey      |
| 414561 | 2009 SW299             | 17 de setembre de 2009 | Kitt Peak            | Spacewatch             |
| 414562 | 2009 SU300             | 20 de març de 2007     | Kitt Peak            | Spacewatch             |
| 414563 | 2009 SY300             | 16 de setembre de 2009 | Kitt Peak            | Spacewatch             |
| 414564 | 2009 SM305             | 17 de gener de 2007    | Kitt Peak            | Spacewatch             |
| 414565 | 2009 SV316             | 18 d'agost de 2009     | Kitt Peak            | Spacewatch             |
| 414566 | 2009 SM320             | 21 de setembre de 2009 | Catalina             | CSS                    |
| 414567 | 2009 SA323             | 14 de setembre de 2009 | Kitt Peak            | Spacewatch             |
| 414568 | 2009 ST325             | 27 de setembre de 2009 | Mount Lemmon         | Mt. Lemmon Survey      |
| 414569 | 2009 SB331             | 19 de setembre de 2009 | Catalina             | CSS                    |
| 414570 | 2009 SW331             | 20 de setembre de 2009 | Catalina             | CSS                    |
| 414571 | 2009 SZ332             | 12 de setembre de 2009 | Kitt Peak            | Spacewatch             |
| 414572 | 2009 SZ350             | 28 de setembre de 2009 | Mount Lemmon         | Mt. Lemmon Survey      |
| 414573 | 2009 SO354             | 22 de setembre de 2009 | Mount Lemmon         | Mt. Lemmon Survey      |
| 414574 | 2009 SX355             | 21 de setembre de 2009 | Mount Lemmon         | Mt. Lemmon Survey      |
| 414575 | 2009 SN356             | 16 de setembre de 2009 | Mount Lemmon         | Mt. Lemmon Survey      |
| 414576 | 2009 SE357             | 20 de setembre de 2009 | Kitt Peak            | Spacewatch             |
| 414577 | 2009 SO357             | 22 de setembre de 2009 | Mount Lemmon         | Mt. Lemmon Survey      |
| 414578 | 2009 SF358             | 4 de desembre de 2005  | Mount Lemmon         | Mt. Lemmon Survey      |
| 414579 | 2009 SG360             | 27 de setembre de 2009 | Mount Lemmon         | Mt. Lemmon Survey      |
| 414580 | 2009 ST362             | 23 d'octubre de 2004   | Kitt Peak            | Spacewatch             |
| 414581 | 2009 SY363             | 26 de setembre de 2009 | Kitt Peak            | Spacewatch             |
| 414582 | 2009 TB9               | 12 d'octubre de 2009   | La Sagra             | OAM                    |
| 414583 | 2009 TK18              | 12 de setembre de 2009 | Kitt Peak            | Spacewatch             |
| 414584 | 2009 TH42              | 11 d'octubre de 2009   | Mount Lemmon         | Mt. Lemmon Survey      |
| 414585 | 2009 UU18              | 23 d'octubre de 2009   | Tzec Maun            | F. Tozzi               |
| 414586 | 2009 UV18              | 22 d'octubre de 2009   | Socorro              | LINEAR                 |
| 414587 | 2009 UP23              | 18 d'octubre de 2009   | Mount Lemmon         | Mt. Lemmon Survey      |
| 414588 | 2009 US27              | 21 d'octubre de 2009   | Catalina             | CSS                    |
| 414589 | 2009 UW29              | 8 d'octubre de 2004    | Kitt Peak            | Spacewatch             |
| 414590 | 2009 UJ31              | 18 d'octubre de 2009   | Mount Lemmon         | Mt. Lemmon Survey      |
| 414591 | 2009 UO33              | 18 d'octubre de 2009   | Mount Lemmon         | Mt. Lemmon Survey      |
| 414592 | 2009 UM39              | 22 d'octubre de 2009   | Mount Lemmon         | Mt. Lemmon Survey      |
| 414593 | 2009 UM40              | 18 d'octubre de 2009   | Mount Lemmon         | Mt. Lemmon Survey      |
| 414594 | 2009 UM53              | 22 d'octubre de 2009   | Catalina             | CSS                    |
| 414595 | 2009 UF57              | 23 d'octubre de 2009   | Mount Lemmon         | Mt. Lemmon Survey      |
| 414596 | 2009 UE60              | 16 de setembre de 2004 | Kitt Peak            | Spacewatch             |
| 414597 | 2009 UY71              | 23 d'octubre de 2009   | Mount Lemmon         | Mt. Lemmon Survey      |
| 414598 | 2009 UZ81              | 7 d'abril de 2006      | Kitt Peak            | Spacewatch             |
| 414599 | 2009 UF89              | 26 d'octubre de 2009   | Farra d'Isonzo       | Farra d'Isonzo         |
| 414600 | 2009 UT89              | 21 de setembre de 2009 | Mount Lemmon         | Mt. Lemmon Survey      |

## 414601-414700
| Nom    | Designació provisional | Data de descobriment   | Lloc de descobriment | Descobridor/s     |
| ------ | ---------------------- | ---------------------- | -------------------- | ----------------- |
| 414601 | 2009 UE102             | 24 d'octubre de 2009   | Catalina             | CSS               |
| 414602 | 2009 UJ105             | 25 d'octubre de 2009   | Kitt Peak            | Spacewatch        |
| 414603 | 2009 UL106             | 21 de setembre de 2009 | Mount Lemmon         | Mt. Lemmon Survey |
| 414604 | 2009 UM106             | 21 d'octubre de 2009   | Mount Lemmon         | Mt. Lemmon Survey |
| 414605 | 2009 UO106             | 21 de setembre de 2009 | Mount Lemmon         | Mt. Lemmon Survey |
| 414606 | 2009 UG108             | 18 d'octubre de 2009   | Mount Lemmon         | Mt. Lemmon Survey |
| 414607 | 2009 US108             | 23 d'octubre de 2009   | Kitt Peak            | Spacewatch        |
| 414608 | 2009 UL115             | 20 de setembre de 2009 | Kitt Peak            | Spacewatch        |
| 414609 | 2009 UM132             | 16 d'octubre de 2009   | Catalina             | CSS               |
| 414610 | 2009 UF134             | 22 d'octubre de 2009   | Mount Lemmon         | Mt. Lemmon Survey |
| 414611 | 2009 UT140             | 26 d'octubre de 2009   | Kitt Peak            | Spacewatch        |
| 414612 | 2009 UD143             | 18 d'octubre de 2009   | Mount Lemmon         | Mt. Lemmon Survey |
| 414613 | 2009 UH144             | 23 d'octubre de 2009   | Mount Lemmon         | Mt. Lemmon Survey |
| 414614 | 2009 UM144             | 16 d'octubre de 2009   | Catalina             | CSS               |
| 414615 | 2009 UP147             | 16 d'octubre de 2009   | Mount Lemmon         | Mt. Lemmon Survey |
| 414616 | 2009 US147             | 17 d'octubre de 2009   | Mount Lemmon         | Mt. Lemmon Survey |
| 414617 | 2009 UU150             | 23 d'octubre de 2009   | Mount Lemmon         | Mt. Lemmon Survey |
| 414618 | 2009 UQ151             | 18 d'octubre de 2009   | Mount Lemmon         | Mt. Lemmon Survey |
| 414619 | 2009 UU154             | 17 d'octubre de 2009   | Mount Lemmon         | Mt. Lemmon Survey |
| 414620 | 2009 VU3               | 18 de setembre de 2009 | Mount Lemmon         | Mt. Lemmon Survey |
| 414621 | 2009 VN5               | 8 de novembre de 2009  | Catalina             | CSS               |
| 414622 | 2009 VS11              | 23 d'octubre de 2009   | Kitt Peak            | Spacewatch        |
| 414623 | 2009 VK12              | 8 de novembre de 2009  | Mount Lemmon         | Mt. Lemmon Survey |
| 414624 | 2009 VR12              | 8 de novembre de 2009  | Mount Lemmon         | Mt. Lemmon Survey |
| 414625 | 2009 VT18              | 9 de novembre de 2009  | Kitt Peak            | Spacewatch        |
| 414626 | 2009 VK19              | 9 de novembre de 2009  | Kitt Peak            | Spacewatch        |
| 414627 | 2009 VM20              | 23 d'octubre de 2009   | Mount Lemmon         | Mt. Lemmon Survey |
| 414628 | 2009 VO22              | 9 de novembre de 2009  | Mount Lemmon         | Mt. Lemmon Survey |
| 414629 | 2009 VX24              | 3 de maig de 2008      | Kitt Peak            | Spacewatch        |
| 414630 | 2009 VM29              | 18 d'octubre de 2009   | Mount Lemmon         | Mt. Lemmon Survey |
| 414631 | 2009 VZ31              | 23 d'octubre de 2009   | Kitt Peak            | Spacewatch        |
| 414632 | 2009 VW34              | 10 de novembre de 2009 | Mount Lemmon         | Mt. Lemmon Survey |
| 414633 | 2009 VJ37              | 8 de novembre de 2009  | Kitt Peak            | Spacewatch        |
| 414634 | 2009 VL37              | 8 de novembre de 2009  | Kitt Peak            | Spacewatch        |
| 414635 | 2009 VY37              | 21 d'octubre de 2009   | Mount Lemmon         | Mt. Lemmon Survey |
| 414636 | 2009 VR42              | 22 de setembre de 2009 | Mount Lemmon         | Mt. Lemmon Survey |
| 414637 | 2009 VS42              | 23 de setembre de 2009 | Mount Lemmon         | Mt. Lemmon Survey |
| 414638 | 2009 VU46              | 12 d'octubre de 2009   | Mount Lemmon         | Mt. Lemmon Survey |
| 414639 | 2009 VB60              | 9 de novembre de 2009  | Catalina             | CSS               |
| 414640 | 2009 VZ61              | 21 d'octubre de 2009   | Mount Lemmon         | Mt. Lemmon Survey |
| 414641 | 2009 VM62              | 8 de novembre de 2009  | Kitt Peak            | Spacewatch        |
| 414642 | 2009 VA64              | 8 de novembre de 2009  | Kitt Peak            | Spacewatch        |
| 414643 | 2009 VT64              | 9 de novembre de 2009  | Kitt Peak            | Spacewatch        |
| 414644 | 2009 VX64              | 26 d'octubre de 2009   | Kitt Peak            | Spacewatch        |
| 414645 | 2009 VP66              | 9 de novembre de 2009  | Kitt Peak            | Spacewatch        |
| 414646 | 2009 VV67              | 9 de novembre de 2009  | Kitt Peak            | Spacewatch        |
| 414647 | 2009 VX67              | 9 de novembre de 2009  | Kitt Peak            | Spacewatch        |
| 414648 | 2009 VA69              | 9 de novembre de 2009  | Kitt Peak            | Spacewatch        |
| 414649 | 2009 VG71              | 30 de setembre de 2009 | Mount Lemmon         | Mt. Lemmon Survey |
| 414650 | 2009 VL80              | 11 de novembre de 2009 | Catalina             | CSS               |
| 414651 | 2009 VU81              | 19 de setembre de 2009 | Mount Lemmon         | Mt. Lemmon Survey |
| 414652 | 2009 VF83              | 9 de novembre de 2009  | Kitt Peak            | Spacewatch        |
| 414653 | 2009 VF94              | 8 de novembre de 2009  | Kitt Peak            | Spacewatch        |
| 414654 | 2009 VJ94              | 8 de novembre de 2009  | Kitt Peak            | Spacewatch        |
| 414655 | 2009 VR103             | 19 de novembre de 2003 | Anderson Mesa        | LONEOS            |
| 414656 | 2009 VT116             | 8 de novembre de 2009  | Mount Lemmon         | Mt. Lemmon Survey |
| 414657 | 2009 WR4               | 16 de novembre de 2009 | Mount Lemmon         | Mt. Lemmon Survey |
| 414658 | 2009 WZ9               | 19 de novembre de 2009 | Socorro              | LINEAR            |
| 414659 | 2009 WM11              | 16 de novembre de 2009 | Kitt Peak            | Spacewatch        |
| 414660 | 2009 WW26              | 16 de novembre de 2009 | Kitt Peak            | Spacewatch        |
| 414661 | 2009 WB31              | 26 d'octubre de 2009   | Mount Lemmon         | Mt. Lemmon Survey |
| 414662 | 2009 WM34              | 16 de novembre de 2009 | Kitt Peak            | Spacewatch        |
| 414663 | 2009 WW34              | 16 de novembre de 2009 | Kitt Peak            | Spacewatch        |
| 414664 | 2009 WX34              | 16 de novembre de 2009 | Mount Lemmon         | Mt. Lemmon Survey |
| 414665 | 2009 WX38              | 16 d'octubre de 2009   | Mount Lemmon         | Mt. Lemmon Survey |
| 414666 | 2009 WH39              | 24 de febrer de 2006   | Mount Lemmon         | Mt. Lemmon Survey |
| 414667 | 2009 WZ42              | 17 de novembre de 2009 | Kitt Peak            | Spacewatch        |
| 414668 | 2009 WQ44              | 23 d'octubre de 2009   | Kitt Peak            | Spacewatch        |
| 414669 | 2009 WQ69              | 18 de novembre de 2009 | Kitt Peak            | Spacewatch        |
| 414670 | 2009 WM70              | 21 de setembre de 2009 | Mount Lemmon         | Mt. Lemmon Survey |
| 414671 | 2009 WT73              | 18 de novembre de 2009 | Kitt Peak            | Spacewatch        |
| 414672 | 2009 WB78              | 18 de novembre de 2009 | Kitt Peak            | Spacewatch        |
| 414673 | 2009 WM81              | 18 de novembre de 2009 | Kitt Peak            | Spacewatch        |
| 414674 | 2009 WN83              | 19 de novembre de 2009 | Kitt Peak            | Spacewatch        |
| 414675 | 2009 WO85              | 19 de novembre de 2009 | Kitt Peak            | Spacewatch        |
| 414676 | 2009 WA87              | 28 de setembre de 2003 | Kitt Peak            | Spacewatch        |
| 414677 | 2009 WX87              | 18 d'abril de 2007     | Mount Lemmon         | Mt. Lemmon Survey |
| 414678 | 2009 WN107             | 26 d'octubre de 2009   | Kitt Peak            | Spacewatch        |
| 414679 | 2009 WT117             | 21 d'octubre de 2009   | Mount Lemmon         | Mt. Lemmon Survey |
| 414680 | 2009 WW123             | 20 de novembre de 2009 | Kitt Peak            | Spacewatch        |
| 414681 | 2009 WB125             | 20 de novembre de 2009 | Kitt Peak            | Spacewatch        |
| 414682 | 2009 WY128             | 20 de novembre de 2009 | Mount Lemmon         | Mt. Lemmon Survey |
| 414683 | 2009 WH131             | 17 de gener de 2005    | Kitt Peak            | Spacewatch        |
| 414684 | 2009 WJ131             | 19 de setembre de 2003 | Kitt Peak            | Spacewatch        |
| 414685 | 2009 WR135             | 23 de novembre de 2009 | Mount Lemmon         | Mt. Lemmon Survey |
| 414686 | 2009 WH139             | 10 de novembre de 2009 | Mount Lemmon         | Mt. Lemmon Survey |
| 414687 | 2009 WO140             | 18 de novembre de 2009 | Mount Lemmon         | Mt. Lemmon Survey |
| 414688 | 2009 WN151             | 23 de gener de 2006    | Kitt Peak            | Spacewatch        |
| 414689 | 2009 WS153             | 19 de novembre de 2009 | Mount Lemmon         | Mt. Lemmon Survey |
| 414690 | 2009 WO154             | 19 de novembre de 2009 | Mount Lemmon         | Mt. Lemmon Survey |
| 414691 | 2009 WO155             | 9 de novembre de 2009  | Catalina             | CSS               |
| 414692 | 2009 WF156             | 16 d'octubre de 2009   | Mount Lemmon         | Mt. Lemmon Survey |
| 414693 | 2009 WC159             | 20 de novembre de 2009 | Mount Lemmon         | Mt. Lemmon Survey |
| 414694 | 2009 WZ160             | 4 de setembre de 2008  | Kitt Peak            | Spacewatch        |
| 414695 | 2009 WL161             | 9 de novembre de 2009  | Kitt Peak            | Spacewatch        |
| 414696 | 2009 WV162             | 30 d'octubre de 2009   | Mount Lemmon         | Mt. Lemmon Survey |
| 414697 | 2009 WH163             | 21 de novembre de 2009 | Kitt Peak            | Spacewatch        |
| 414698 | 2009 WR163             | 1 d'octubre de 2003    | Kitt Peak            | Spacewatch        |
| 414699 | 2009 WC166             | 17 de novembre de 2009 | Kitt Peak            | Spacewatch        |
| 414700 | 2009 WB169             | 22 de novembre de 2009 | Kitt Peak            | Spacewatch        |

## 414701-414800
| Nom    | Designació provisional | Data de descobriment   | Lloc de descobriment | Descobridor/s                     |
| ------ | ---------------------- | ---------------------- | -------------------- | --------------------------------- |
| 414701 | 2009 WJ170             | 22 de novembre de 2009 | Kitt Peak            | Spacewatch                        |
| 414702 | 2009 WK170             | 17 d'octubre de 2009   | Mount Lemmon         | Mt. Lemmon Survey                 |
| 414703 | 2009 WY173             | 22 de novembre de 2009 | Kitt Peak            | Spacewatch                        |
| 414704 | 2009 WF182             | 23 de novembre de 2009 | Kitt Peak            | Spacewatch                        |
| 414705 | 2009 WM184             | 10 de novembre de 2009 | Kitt Peak            | Spacewatch                        |
| 414706 | 2009 WN190             | 16 de novembre de 1998 | Kitt Peak            | Spacewatch                        |
| 414707 | 2009 WX196             | 27 de juliol de 2009   | Kitt Peak            | Spacewatch                        |
| 414708 | 2009 WV202             | 27 d'octubre de 2009   | Kitt Peak            | Spacewatch                        |
| 414709 | 2009 WL209             | 17 de novembre de 2009 | Catalina             | CSS                               |
| 414710 | 2009 WS212             | 16 de setembre de 2003 | Kitt Peak            | Spacewatch                        |
| 414711 | 2009 WP214             | 20 de novembre de 2009 | Kitt Peak            | Spacewatch                        |
| 414712 | 2009 WB218             | 18 de novembre de 2009 | Kitt Peak            | Spacewatch                        |
| 414713 | 2009 WQ218             | 30 de novembre de 2000 | Kitt Peak            | Spacewatch                        |
| 414714 | 2009 WE223             | 15 de setembre de 1998 | Kitt Peak            | Spacewatch                        |
| 414715 | 2009 WG230             | 17 de novembre de 2009 | Mount Lemmon         | Mt. Lemmon Survey                 |
| 414716 | 2009 WV236             | 16 de novembre de 2009 | Kitt Peak            | Spacewatch                        |
| 414717 | 2009 WK239             | 17 de novembre de 2009 | Mount Lemmon         | Mt. Lemmon Survey                 |
| 414718 | 2009 WV247             | 16 de novembre de 2009 | Kitt Peak            | Spacewatch                        |
| 414719 | 2009 WD249             | 18 de novembre de 2009 | Kitt Peak            | Spacewatch                        |
| 414720 | 2009 WJ252             | 25 de novembre de 2009 | Kitt Peak            | Spacewatch                        |
| 414721 | 2009 WN256             | 24 de novembre de 2009 | Kitt Peak            | Spacewatch                        |
| 414722 | 2009 XP3               | 9 de desembre de 2009  | La Sagra             | OAM                               |
| 414723 | 2009 XB5               | 10 de desembre de 2009 | Mount Lemmon         | Mt. Lemmon Survey                 |
| 414724 | 2009 XU7               | 9 de novembre de 2009  | Kitt Peak            | Spacewatch                        |
| 414725 | 2009 XP11              | 10 de desembre de 2009 | La Sagra             | OAM                               |
| 414726 | 2009 XO13              | 13 de desembre de 2009 | Mount Lemmon         | Mt. Lemmon Survey                 |
| 414727 | 2009 XN20              | 10 de desembre de 2009 | Mount Lemmon         | Mt. Lemmon Survey                 |
| 414728 | 2009 XS22              | 13 de desembre de 2009 | Catalina             | CSS                               |
| 414729 | 2009 YH1               | 17 de desembre de 2009 | Mount Lemmon         | Mt. Lemmon Survey                 |
| 414730 | 2009 YH5               | 17 de desembre de 2009 | Mount Lemmon         | Mt. Lemmon Survey                 |
| 414731 | 2009 YH19              | 26 de desembre de 2009 | Sierra Stars         | Sierra Stars                      |
| 414732 | 2009 YS23              | 17 de desembre de 2009 | Mount Lemmon         | Mt. Lemmon Survey                 |
| 414733 | 2010 AO18              | 11 de novembre de 2009 | Mount Lemmon         | Mt. Lemmon Survey                 |
| 414734 | 2010 AO23              | 21 de novembre de 2009 | Mount Lemmon         | Mt. Lemmon Survey                 |
| 414735 | 2010 AH59              | 30 d'octubre de 2009   | Mount Lemmon         | Mt. Lemmon Survey                 |
| 414736 | 2010 AD66              | 11 de gener de 2010    | Mount Lemmon         | Mt. Lemmon Survey                 |
| 414737 | 2010 AU76              | 6 de gener de 2010     | Catalina             | CSS                               |
| 414738 | 2010 AB77              | 7 de gener de 2010     | Mount Lemmon         | Mt. Lemmon Survey                 |
| 414739 | 2010 AL77              | 12 de gener de 2010    | Catalina             | CSS                               |
| 414740 | 2010 BP4               | 21 de novembre de 2009 | Mount Lemmon         | Mt. Lemmon Survey                 |
| 414741 | 2010 CZ55              | 12 de febrer de 2010   | Socorro              | LINEAR                            |
| 414742 | 2010 CZ75              | 13 de febrer de 2010   | Catalina             | CSS                               |
| 414743 | 2010 CG132             | 10 de novembre de 2009 | Catalina             | CSS                               |
| 414744 | 2010 DK57              | 3 de març de 2006      | Mount Lemmon         | Mt. Lemmon Survey                 |
| 414745 | 2010 EX13              | 5 de març de 2010      | WISE                 | WISE                              |
| 414746 | 2010 EH20              | 6 de març de 2010      | WISE                 | WISE                              |
| 414747 | 2010 EL28              | 9 de març de 2010      | WISE                 | WISE                              |
| 414748 | 2010 EW124             | 12 de març de 2010     | Kitt Peak            | Spacewatch                        |
| 414749 | 2010 FC56              | 19 de març de 2010     | Kitt Peak            | Spacewatch                        |
| 414750 | 2010 FV73              | 30 de març de 2010     | WISE                 | WISE                              |
| 414751 | 2010 FV97              | 7 d'abril de 2007      | Mount Lemmon         | Mt. Lemmon Survey                 |
| 414752 | 2010 GN1               | 15 de desembre de 2009 | Mount Lemmon         | Mt. Lemmon Survey                 |
| 414753 | 2010 GK28              | 6 d'abril de 2010      | Kitt Peak            | Spacewatch                        |
| 414754 | 2010 GN59              | 20 de desembre de 2009 | Catalina             | CSS                               |
| 414755 | 2010 GK92              | 14 d'abril de 2010     | WISE                 | WISE                              |
| 414756 | 2010 GD103             | 22 d'agost de 1995     | Kitt Peak            | Spacewatch                        |
| 414757 | 2010 GH130             | 7 d'octubre de 2004    | Kitt Peak            | Spacewatch                        |
| 414758 | 2010 GS131             | 10 d'abril de 2010     | Kitt Peak            | Spacewatch                        |
| 414759 | 2010 JP                | 3 de maig de 2010      | Kitt Peak            | Spacewatch                        |
| 414760 | 2010 JM47              | 9 d'agost de 2004      | Anderson Mesa        | LONEOS                            |
| 414761 | 2010 JH74              | 26 d'abril de 2000     | Kitt Peak            | Spacewatch                        |
| 414762 | 2010 KZ104             | 29 de maig de 2010     | WISE                 | WISE                              |
| 414763 | 2010 KH121             | 19 de novembre de 2000 | Socorro              | LINEAR                            |
| 414764 | 2010 LE1               | 1 de juny de 2010      | Kitt Peak            | Spacewatch                        |
| 414765 | 2010 LW33              | 29 d'agost de 2006     | Anderson Mesa        | LONEOS                            |
| 414766 | 2010 MN2               | 18 de juny de 2010     | Westfield            | Astronomical Research Observatory |
| 414767 | 2010 MC27              | 19 de juny de 2010     | WISE                 | WISE                              |
| 414768 | 2010 MF90              | 28 de novembre de 1999 | Kitt Peak            | Spacewatch                        |
| 414769 | 2010 NV21              | 6 de juliol de 2010    | WISE                 | WISE                              |
| 414770 | 2010 OZ30              | 20 de juliol de 2010   | WISE                 | WISE                              |
| 414771 | 2010 OW46              | 27 d'octubre de 2006   | Catalina             | CSS                               |
| 414772 | 2010 OC103             | 28 de juliol de 2010   | WISE                 | WISE                              |
| 414773 | 2010 OP112             | 10 de novembre de 2006 | Kitt Peak            | Spacewatch                        |
| 414774 | 2010 PO24              | 6 d'agost de 2010      | Charleston           | A. Singh, S. Wadhwa               |
| 414775 | 2010 PN56              | 8 d'agost de 2010      | WISE                 | WISE                              |
| 414776 | 2010 PE59              | 5 de novembre de 2007  | Kitt Peak            | Spacewatch                        |
| 414777 | 2010 PX60              | 19 de juny de 2010     | Kitt Peak            | Spacewatch                        |
| 414778 | 2010 PQ61              | 10 d'agost de 2010     | Kitt Peak            | Spacewatch                        |
| 414779 | 2010 PN74              | 19 de juny de 2010     | Mount Lemmon         | Mt. Lemmon Survey                 |
| 414780 | 2010 PV77              | 10 d'agost de 2010     | XuYi                 | PMO NEO Survey Program            |
| 414781 | 2010 QM1               | 4 d'octubre de 1999    | Kitt Peak            | Spacewatch                        |
| 414782 | 2010 QH3               | 20 de juliol de 1999   | Kitt Peak            | Spacewatch                        |
| 414783 | 2010 QD4               | 20 d'agost de 2010     | La Sagra             | OAM                               |
| 414784 | 2010 RT25              | 3 de setembre de 2010  | Socorro              | LINEAR                            |
| 414785 | 2010 RA40              | 3 de setembre de 2010  | Socorro              | LINEAR                            |
| 414786 | 2010 RE48              | 27 de desembre de 1999 | Kitt Peak            | Spacewatch                        |
| 414787 | 2010 RE57              | 2 de març de 2005      | Kitt Peak            | Spacewatch                        |
| 414788 | 2010 RW59              | 6 de setembre de 2010  | Kitt Peak            | Spacewatch                        |
| 414789 | 2010 RY80              | 28 d'agost de 2006     | Catalina             | CSS                               |
| 414790 | 2010 RE106             | 10 de setembre de 2010 | Kitt Peak            | Spacewatch                        |
| 414791 | 2010 RD126             | 12 de setembre de 2010 | Kitt Peak            | Spacewatch                        |
| 414792 | 2010 RO134             | 2 de febrer de 2008    | Kitt Peak            | Spacewatch                        |
| 414793 | 2010 RR138             | 6 de març de 2008      | Mount Lemmon         | Mt. Lemmon Survey                 |
| 414794 | 2010 RV146             | 21 d'agost de 2006     | Kitt Peak            | Spacewatch                        |
| 414795 | 2010 RU151             | 26 de febrer de 2009   | Mount Lemmon         | Mt. Lemmon Survey                 |
| 414796 | 2010 RU166             | 12 d'agost de 2010     | Kitt Peak            | Spacewatch                        |
| 414797 | 2010 RN173             | 5 de setembre de 2010  | Mount Lemmon         | Mt. Lemmon Survey                 |
| 414798 | 2010 RB176             | 19 de novembre de 2003 | Kitt Peak            | Spacewatch                        |
| 414799 | 2010 RH184             | 14 de desembre de 2007 | Mount Lemmon         | Mt. Lemmon Survey                 |
| 414800 | 2010 SV3               | 17 de setembre de 2010 | Catalina             | CSS                               |

## 414801-414900
| Nom    | Designació provisional | Data de descobriment   | Lloc de descobriment | Descobridor/s     |
| ------ | ---------------------- | ---------------------- | -------------------- | ----------------- |
| 414801 | 2010 SL18              | 25 de setembre de 2006 | Kitt Peak            | Spacewatch        |
| 414802 | 2010 SK19              | 12 de març de 2008     | Kitt Peak            | Spacewatch        |
| 414803 | 2010 SS23              | 19 de novembre de 2003 | Kitt Peak            | Spacewatch        |
| 414804 | 2010 SN29              | 18 de gener de 2008    | Kitt Peak            | Spacewatch        |
| 414805 | 2010 SB35              | 25 de setembre de 2006 | Mount Lemmon         | Mt. Lemmon Survey |
| 414806 | 2010 SP37              | 16 d'octubre de 1999   | Kitt Peak            | Spacewatch        |
| 414807 | 2010 TW15              | 3 d'octubre de 2010    | Kitt Peak            | Spacewatch        |
| 414808 | 2010 TF16              | 8 de setembre de 2010  | Kitt Peak            | Spacewatch        |
| 414809 | 2010 TR20              | 5 de desembre de 2007  | Kitt Peak            | Spacewatch        |
| 414810 | 2010 TQ25              | 3 de març de 2009      | Kitt Peak            | Spacewatch        |
| 414811 | 2010 TS27              | 2 d'octubre de 2010    | Kitt Peak            | Spacewatch        |
| 414812 | 2010 TD36              | 8 de març de 2008      | Kitt Peak            | Spacewatch        |
| 414813 | 2010 TR60              | 19 de setembre de 2006 | Kitt Peak            | Spacewatch        |
| 414814 | 2010 TL79              | 3 d'octubre de 2006    | Mount Lemmon         | Mt. Lemmon Survey |
| 414815 | 2010 TX126             | 30 de setembre de 2006 | Catalina             | CSS               |
| 414816 | 2010 TN127             | 16 de desembre de 2007 | Mount Lemmon         | Mt. Lemmon Survey |
| 414817 | 2010 TL149             | 17 de desembre de 2006 | Catalina             | CSS               |
| 414818 | 2010 UR11              | 19 d'octubre de 2010   | Mount Lemmon         | Mt. Lemmon Survey |
| 414819 | 2010 UV14              | 4 d'abril de 2008      | Kitt Peak            | Spacewatch        |
| 414820 | 2010 UF21              | 28 d'octubre de 2010   | Kitt Peak            | Spacewatch        |
| 414821 | 2010 UV26              | 29 de març de 2008     | Kitt Peak            | Spacewatch        |
| 414822 | 2010 UF27              | 17 de novembre de 2006 | Kitt Peak            | Spacewatch        |
| 414823 | 2010 UC34              | 1 de març de 2008      | Mount Lemmon         | Mt. Lemmon Survey |
| 414824 | 2010 UG36              | 14 de desembre de 2006 | Kitt Peak            | Spacewatch        |
| 414825 | 2010 UP39              | 13 d'octubre de 2010   | Catalina             | CSS               |
| 414826 | 2010 UZ44              | 30 de setembre de 2006 | Mount Lemmon         | Mt. Lemmon Survey |
| 414827 | 2010 UV49              | 17 de setembre de 2010 | Mount Lemmon         | Mt. Lemmon Survey |
| 414828 | 2010 UM54              | 5 de març de 2008      | Mount Lemmon         | Mt. Lemmon Survey |
| 414829 | 2010 UF59              | 29 d'octubre de 2010   | Kitt Peak            | Spacewatch        |
| 414830 | 2010 UC60              | 15 de desembre de 2006 | Kitt Peak            | Spacewatch        |
| 414831 | 2010 UX60              | 17 de novembre de 2006 | Kitt Peak            | Spacewatch        |
| 414832 | 2010 UF75              | 30 d'octubre de 2010   | Catalina             | CSS               |
| 414833 | 2010 UJ76              | 30 d'octubre de 2010   | Kitt Peak            | Spacewatch        |
| 414834 | 2010 UY77              | 30 d'octubre de 2010   | Kitt Peak            | Spacewatch        |
| 414835 | 2010 UW78              | 15 de novembre de 2006 | Kitt Peak            | Spacewatch        |
| 414836 | 2010 UE80              | 20 de març de 2004     | Kitt Peak            | Spacewatch        |
| 414837 | 2010 UY93              | 10 de desembre de 2006 | Kitt Peak            | Spacewatch        |
| 414838 | 2010 UY96              | 28 d'octubre de 2010   | Kitt Peak            | Spacewatch        |
| 414839 | 2010 UZ99              | 4 de març de 2005      | Mount Lemmon         | Mt. Lemmon Survey |
| 414840 | 2010 UD105             | 13 de febrer de 2008   | Kitt Peak            | Spacewatch        |
| 414841 | 2010 VF22              | 28 de febrer de 2008   | Kitt Peak            | Spacewatch        |
| 414842 | 2010 VP26              | 1 de novembre de 2010  | Kitt Peak            | Spacewatch        |
| 414843 | 2010 VR30              | 19 d'octubre de 2010   | Mount Lemmon         | Mt. Lemmon Survey |
| 414844 | 2010 VY30              | 11 de setembre de 2010 | Mount Lemmon         | Mt. Lemmon Survey |
| 414845 | 2010 VH31              | 21 de novembre de 2006 | Mount Lemmon         | Mt. Lemmon Survey |
| 414846 | 2010 VE47              | 2 de novembre de 2010  | Kitt Peak            | Spacewatch        |
| 414847 | 2010 VN49              | 30 d'octubre de 2010   | Catalina             | CSS               |
| 414848 | 2010 VV51              | 3 de novembre de 2010  | Mount Lemmon         | Mt. Lemmon Survey |
| 414849 | 2010 VO61              | 7 d'octubre de 2005    | Kitt Peak            | Spacewatch        |
| 414850 | 2010 VK63              | 28 d'octubre de 2010   | Mount Lemmon         | Mt. Lemmon Survey |
| 414851 | 2010 VF65              | 18 de setembre de 1993 | Kitt Peak            | Spacewatch        |
| 414852 | 2010 VS70              | 10 d'agost de 2010     | Kitt Peak            | Spacewatch        |
| 414853 | 2010 VD80              | 18 de novembre de 2006 | Kitt Peak            | Spacewatch        |
| 414854 | 2010 VU80              | 22 de novembre de 2006 | Kitt Peak            | Spacewatch        |
| 414855 | 2010 VN82              | 23 de novembre de 2006 | Kitt Peak            | Spacewatch        |
| 414856 | 2010 VS83              | 5 de maig de 2008      | Mount Lemmon         | Mt. Lemmon Survey |
| 414857 | 2010 VO84              | 13 de desembre de 2006 | Mount Lemmon         | Mt. Lemmon Survey |
| 414858 | 2010 VD86              | 28 d'octubre de 2010   | Kitt Peak            | Spacewatch        |
| 414859 | 2010 VG89              | 8 de gener de 2007     | Kitt Peak            | Spacewatch        |
| 414860 | 2010 VW89              | 14 d'octubre de 2001   | Socorro              | LINEAR            |
| 414861 | 2010 VQ95              | 10 de febrer de 2008   | Kitt Peak            | Spacewatch        |
| 414862 | 2010 VM102             | 10 de març de 2008     | Kitt Peak            | Spacewatch        |
| 414863 | 2010 VU102             | 16 de novembre de 2006 | Mount Lemmon         | Mt. Lemmon Survey |
| 414864 | 2010 VE108             | 11 de setembre de 2010 | Mount Lemmon         | Mt. Lemmon Survey |
| 414865 | 2010 VA115             | 7 de novembre de 2010  | Socorro              | LINEAR            |
| 414866 | 2010 VT117             | 29 d'agost de 2005     | Kitt Peak            | Spacewatch        |
| 414867 | 2010 VV118             | 13 de desembre de 2006 | Kitt Peak            | Spacewatch        |
| 414868 | 2010 VP131             | 11 de novembre de 2006 | Kitt Peak            | Spacewatch        |
| 414869 | 2010 VB152             | 23 d'octubre de 2006   | Mount Lemmon         | Mt. Lemmon Survey |
| 414870 | 2010 VW163             | 30 d'octubre de 2010   | Kitt Peak            | Spacewatch        |
| 414871 | 2010 VG167             | 5 d'abril de 2008      | Mount Lemmon         | Mt. Lemmon Survey |
| 414872 | 2010 VJ171             | 10 de novembre de 2010 | Mount Lemmon         | Mt. Lemmon Survey |
| 414873 | 2010 VV176             | 27 de març de 2008     | Kitt Peak            | Spacewatch        |
| 414874 | 2010 VA185             | 22 de novembre de 2006 | Mount Lemmon         | Mt. Lemmon Survey |
| 414875 | 2010 VY191             | 23 de novembre de 2006 | Kitt Peak            | Spacewatch        |
| 414876 | 2010 VA192             | 19 d'octubre de 2006   | Mount Lemmon         | Mt. Lemmon Survey |
| 414877 | 2010 VF193             | 28 de setembre de 2006 | Mount Lemmon         | Mt. Lemmon Survey |
| 414878 | 2010 VM194             | 13 de novembre de 2010 | Mount Lemmon         | Mt. Lemmon Survey |
| 414879 | 2010 VQ204             | 17 d'octubre de 2010   | Mount Lemmon         | Mt. Lemmon Survey |
| 414880 | 2010 VD212             | 31 de març de 2008     | Mount Lemmon         | Mt. Lemmon Survey |
| 414881 | 2010 VY218             | 6 de desembre de 1997  | Caussols             | ODAS              |
| 414882 | 2010 VW219             | 17 d'octubre de 2010   | Mount Lemmon         | Mt. Lemmon Survey |
| 414883 | 2010 WR5               | 27 de novembre de 2010 | Mount Lemmon         | Mt. Lemmon Survey |
| 414884 | 2010 WR21              | 1 de novembre de 2010  | Kitt Peak            | Spacewatch        |
| 414885 | 2010 WP32              | 31 d'agost de 2005     | Kitt Peak            | Spacewatch        |
| 414886 | 2010 WB46              | 27 de novembre de 2010 | Mount Lemmon         | Mt. Lemmon Survey |
| 414887 | 2010 WM49              | 11 de desembre de 2006 | Kitt Peak            | Spacewatch        |
| 414888 | 2010 WG50              | 8 de novembre de 2010  | Kitt Peak            | Spacewatch        |
| 414889 | 2010 WX50              | 27 d'octubre de 2006   | Mount Lemmon         | Mt. Lemmon Survey |
| 414890 | 2010 WE67              | 1 de novembre de 2006  | Mount Lemmon         | Mt. Lemmon Survey |
| 414891 | 2010 XO12              | 9 de febrer de 2007    | Catalina             | CSS               |
| 414892 | 2010 XS15              | 28 d'abril de 2004     | Kitt Peak            | Spacewatch        |
| 414893 | 2010 XF16              | 14 de maig de 2008     | Mount Lemmon         | Mt. Lemmon Survey |
| 414894 | 2010 XE19              | 14 de desembre de 2006 | Kitt Peak            | Spacewatch        |
| 414895 | 2010 XR20              | 25 de novembre de 2006 | Mount Lemmon         | Mt. Lemmon Survey |
| 414896 | 2010 XP22              | 31 de març de 2008     | Kitt Peak            | Spacewatch        |
| 414897 | 2010 XG24              | 13 de desembre de 2006 | Kitt Peak            | Spacewatch        |
| 414898 | 2010 XW37              | 17 de desembre de 2006 | Mount Lemmon         | Mt. Lemmon Survey |
| 414899 | 2010 XJ38              | 30 d'octubre de 2005   | Mount Lemmon         | Mt. Lemmon Survey |
| 414900 | 2010 XV38              | 4 de setembre de 2010  | Kitt Peak            | Spacewatch        |

## 414901-415000
| Nom    | Designació provisional | Data de descobriment   | Lloc de descobriment | Descobridor/s     |
| ------ | ---------------------- | ---------------------- | -------------------- | ----------------- |
| 414901 | 2010 XT39              | 25 de novembre de 2006 | Mount Lemmon         | Mt. Lemmon Survey |
| 414902 | 2010 XD42              | 25 d'abril de 2003     | Kitt Peak            | Spacewatch        |
| 414903 | 2010 XT45              | 10 d'agost de 2010     | Kitt Peak            | Spacewatch        |
| 414904 | 2010 XN64              | 21 de desembre de 2006 | Kitt Peak            | Spacewatch        |
| 414905 | 2010 XR64              | 6 de novembre de 2010  | Mount Lemmon         | Mt. Lemmon Survey |
| 414906 | 2010 XK69              | 28 de gener de 2007    | Mount Lemmon         | Mt. Lemmon Survey |
| 414907 | 2010 XN71              | 24 d'agost de 2001     | Anderson Mesa        | LONEOS            |
| 414908 | 2010 XH76              | 21 de desembre de 2006 | Mount Lemmon         | Mt. Lemmon Survey |
| 414909 | 2010 XL76              | 12 de desembre de 2006 | Kitt Peak            | Spacewatch        |
| 414910 | 2010 XB84              | 2 de desembre de 2010  | Mount Lemmon         | Mt. Lemmon Survey |
| 414911 | 2010 YE1               | 23 de febrer de 2007   | Kitt Peak            | Spacewatch        |
| 414912 | 2010 YN2               | 18 d'agost de 2009     | Kitt Peak            | Spacewatch        |
| 414913 | 2010 YY4               | 14 de desembre de 2010 | Mount Lemmon         | Mt. Lemmon Survey |
| 414914 | 2011 AF9               | 25 de febrer de 2007   | Mount Lemmon         | Mt. Lemmon Survey |
| 414915 | 2011 AR9               | 1 de novembre de 2005  | Mount Lemmon         | Mt. Lemmon Survey |
| 414916 | 2011 AU11              | 6 de desembre de 2010  | Mount Lemmon         | Mt. Lemmon Survey |
| 414917 | 2011 AA20              | 30 de desembre de 2005 | Socorro              | LINEAR            |
| 414918 | 2011 AX27              | 5 de desembre de 2010  | Mount Lemmon         | Mt. Lemmon Survey |
| 414919 | 2011 AP31              | 7 de novembre de 2010  | Mount Lemmon         | Mt. Lemmon Survey |
| 414920 | 2011 AG33              | 1 de novembre de 2005  | Mount Lemmon         | Mt. Lemmon Survey |
| 414921 | 2011 AX34              | 13 de març de 2007     | Catalina             | CSS               |
| 414922 | 2011 AT36              | 19 de juny de 2007     | Kitt Peak            | Spacewatch        |
| 414923 | 2011 AT39              | 5 de desembre de 2010  | Mount Lemmon         | Mt. Lemmon Survey |
| 414924 | 2011 AC41              | 15 d'octubre de 2009   | Catalina             | CSS               |
| 414925 | 2011 AG45              | 10 de gener de 2011    | Kitt Peak            | Spacewatch        |
| 414926 | 2011 AP45              | 25 de novembre de 2005 | Catalina             | CSS               |
| 414927 | 2011 AG49              | 21 de març de 2002     | Kitt Peak            | Spacewatch        |
| 414928 | 2011 AM49              | 24 d'octubre de 2005   | Kitt Peak            | Spacewatch        |
| 414929 | 2011 AV52              | 26 d'octubre de 2009   | Kitt Peak            | Spacewatch        |
| 414930 | 2011 AH57              | 11 de gener de 2011    | Kitt Peak            | Spacewatch        |
| 414931 | 2011 AQ63              | 10 de desembre de 2010 | Mount Lemmon         | Mt. Lemmon Survey |
| 414932 | 2011 AC66              | 13 de gener de 2000    | Kitt Peak            | Spacewatch        |
| 414933 | 2011 AH67              | 4 d'octubre de 2004    | Kitt Peak            | Spacewatch        |
| 414934 | 2011 AW69              | 7 de gener de 2006     | Kitt Peak            | Spacewatch        |
| 414935 | 2011 AD75              | 8 de desembre de 2005  | Catalina             | CSS               |
| 414936 | 2011 BJ1               | 2 de desembre de 2005  | Socorro              | LINEAR            |
| 414937 | 2011 BV6               | 7 de gener de 2011     | Kitt Peak            | Spacewatch        |
| 414938 | 2011 BK7               | 24 d'octubre de 2005   | Kitt Peak            | Spacewatch        |
| 414939 | 2011 BC17              | 2 de gener de 2011     | Catalina             | CSS               |
| 414940 | 2011 BN27              | 25 de gener de 2011    | Kitt Peak            | Spacewatch        |
| 414941 | 2011 BX34              | 5 de setembre de 2008  | Kitt Peak            | Spacewatch        |
| 414942 | 2011 BX45              | 11 de desembre de 2004 | Kitt Peak            | Spacewatch        |
| 414943 | 2011 BS53              | 12 de gener de 2011    | Kitt Peak            | Spacewatch        |
| 414944 | 2011 BM55              | 25 de desembre de 2005 | Kitt Peak            | Spacewatch        |
| 414945 | 2011 BR56              | 29 de novembre de 2005 | Kitt Peak            | Spacewatch        |
| 414946 | 2011 BG57              | 28 de desembre de 2005 | Kitt Peak            | Spacewatch        |
| 414947 | 2011 BH70              | 25 de novembre de 2005 | Catalina             | CSS               |
| 414948 | 2011 BM70              | 27 de gener de 2011    | Kitt Peak            | Spacewatch        |
| 414949 | 2011 BK84              | 11 d'abril de 2007     | Mount Lemmon         | Mt. Lemmon Survey |
| 414950 | 2011 BU85              | 27 de gener de 2011    | Kitt Peak            | Spacewatch        |
| 414951 | 2011 BF98              | 10 de gener de 2011    | Mount Lemmon         | Mt. Lemmon Survey |
| 414952 | 2011 BU100             | 8 de febrer de 2000    | Kitt Peak            | Spacewatch        |
| 414953 | 2011 BO101             | 8 de desembre de 2005  | Kitt Peak            | Spacewatch        |
| 414954 | 2011 BF116             | 20 de gener de 2002    | Kitt Peak            | Spacewatch        |
| 414955 | 2011 BC117             | 5 d'octubre de 2005    | Catalina             | CSS               |
| 414956 | 2011 BZ117             | 31 de gener de 2006    | Kitt Peak            | Spacewatch        |
| 414957 | 2011 BE119             | 25 de desembre de 2005 | Kitt Peak            | Spacewatch        |
| 414958 | 2011 BH119             | 25 de desembre de 2005 | Kitt Peak            | Spacewatch        |
| 414959 | 2011 BS122             | 22 de febrer de 2006   | Kitt Peak            | Spacewatch        |
| 414960 | 2011 CS4               | 16 de gener de 2011    | Mount Lemmon         | Mt. Lemmon Survey |
| 414961 | 2011 CS5               | 16 de maig de 2007     | Mount Lemmon         | Mt. Lemmon Survey |
| 414962 | 2011 CD7               | 22 d'agost de 2004     | Kitt Peak            | Spacewatch        |
| 414963 | 2011 CV9               | 9 de desembre de 2010  | Mount Lemmon         | Mt. Lemmon Survey |
| 414964 | 2011 CY9               | 10 de gener de 2006    | Mount Lemmon         | Mt. Lemmon Survey |
| 414965 | 2011 CQ15              | 16 de setembre de 2009 | Kitt Peak            | Spacewatch        |
| 414966 | 2011 CX22              | 19 de novembre de 2009 | Kitt Peak            | Spacewatch        |
| 414967 | 2011 CX34              | 29 de desembre de 2005 | Socorro              | LINEAR            |
| 414968 | 2011 CK37              | 3 de març de 2006      | Kitt Peak            | Spacewatch        |
| 414969 | 2011 CP50              | 30 de setembre de 2009 | Mount Lemmon         | Mt. Lemmon Survey |
| 414970 | 2011 CN69              | 26 de setembre de 2005 | Kitt Peak            | Spacewatch        |
| 414971 | 2011 CY78              | 22 de setembre de 2009 | Mount Lemmon         | Mt. Lemmon Survey |
| 414972 | 2011 CP85              | 4 de setembre de 2008  | Kitt Peak            | Spacewatch        |
| 414973 | 2011 CH88              | 26 de gener de 2006    | Mount Lemmon         | Mt. Lemmon Survey |
| 414974 | 2011 CP106             | 24 d'agost de 2008     | Kitt Peak            | Spacewatch        |
| 414975 | 2011 CP108             | 30 de setembre de 2003 | Kitt Peak            | Spacewatch        |
| 414976 | 2011 DJ1               | 21 d'agost de 2008     | Kitt Peak            | Spacewatch        |
| 414977 | 2011 DD3               | 14 de desembre de 2010 | Mount Lemmon         | Mt. Lemmon Survey |
| 414978 | 2011 DY11              | 25 de febrer de 2006   | Mount Lemmon         | Mt. Lemmon Survey |
| 414979 | 2011 DN12              | 30 d'octubre de 2009   | Mount Lemmon         | Mt. Lemmon Survey |
| 414980 | 2011 DB21              | 6 de gener de 2002     | Kitt Peak            | Spacewatch        |
| 414981 | 2011 DR22              | 19 d'abril de 2006     | Kitt Peak            | Spacewatch        |
| 414982 | 2011 DX22              | 2 d'octubre de 2008    | Kitt Peak            | Spacewatch        |
| 414983 | 2011 DU37              | 7 de setembre de 2008  | Mount Lemmon         | Mt. Lemmon Survey |
| 414984 | 2011 EB3               | 6 de setembre de 2008  | Mount Lemmon         | Mt. Lemmon Survey |
| 414985 | 2011 EM6               | 5 d'abril de 2000      | Socorro              | LINEAR            |
| 414986 | 2011 EW12              | 11 de novembre de 2009 | Kitt Peak            | Spacewatch        |
| 414987 | 2011 EN23              | 8 de gener de 2011     | Mount Lemmon         | Mt. Lemmon Survey |
| 414988 | 2011 EX23              | 30 de setembre de 2009 | Mount Lemmon         | Mt. Lemmon Survey |
| 414989 | 2011 ES47              | 2 de març de 2005      | Kitt Peak            | Spacewatch        |
| 414990 | 2011 EM51              | 10 de març de 2011     | Kitt Peak            | Spacewatch        |
| 414991 | 2011 EO73              | 7 de setembre de 2008  | Mount Lemmon         | Mt. Lemmon Survey |
| 414992 | 2011 EK77              | 4 de novembre de 2004  | Kitt Peak            | Spacewatch        |
| 414993 | 2011 EA78              | 1 de setembre de 2005  | Kitt Peak            | Spacewatch        |
| 414994 | 2011 ES80              | 8 de desembre de 2004  | Socorro              | LINEAR            |
| 414995 | 2011 EO84              | 30 d'abril de 2006     | Kitt Peak            | Spacewatch        |
| 414996 | 2011 FJ                | 26 de febrer de 2000   | Kitt Peak            | Spacewatch        |
| 414997 | 2011 FN28              | 5 d'abril de 2000      | Socorro              | LINEAR            |
| 414998 | 2011 FA35              | 16 de gener de 2000    | Kitt Peak            | Spacewatch        |
| 414999 | 2011 FJ55              | 16 de desembre de 2004 | Kitt Peak            | Spacewatch        |
| 415000 | 2011 FB56              | 23 de febrer de 2011   | Kitt Peak            | Spacewatch        |